# Colt-Perkussionsrevolver

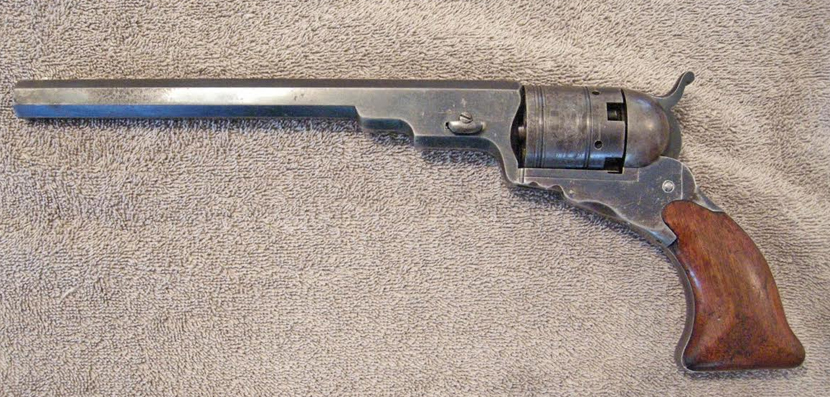
Colt Paterson „Holster“ Model

1836 erhielt Samuel Colt sein erstes Patent für Perkussionsrevolver, bei denen die hinter dem Lauf liegende Trommel durch Spannen des Hahns gedreht werden konnte. Sie wurden ab 1837 bei der Patent Arms Manufacturing Co. in Paterson (New Jersey) und von 1847/48 bis in die 1870er-Jahre in eigenen Produktionsstätten von Colt in Hartford (Connecticut) hergestellt. Bei Perkussionsrevolvern wurden Treibladung und Geschoss getrennt in die Kammern der Trommel geladen, später konnten Papierpatronen verwendet werden. Die Zündung erfolgte über Zündhütchen, die auf hinten an der Trommel angebrachte Pistons aufgesetzt wurden.
Diese Seite betrachtet ausschließlich die von Colt hergestellten Perkussionsrevolver. Andere Colt-Artikel sind unter Samuel Colt, Colt Paterson Revolver, Colt Conversion Revolver, Colt Open Top, Colt Single Action Army, Colt House 1871 und Liste der Handfeuerwaffen/C beschrieben. Zur Bedienung und Funktionsweise dieser Waffengattung siehe auch Perkussionsrevolver.

## Entwicklung
Nachdem Samuel Colt 1836 sein erstes Patent für einen funktionalen Revolver erhalten hatte, begann die Produktion einer Reihe von Perkussionsrevolvern und -gewehren bei der Patent Arms Manufacturing Co. in Paterson (New Jersey) für den zivilen Markt. Colts Ziel war die militärische Verwendung der Waffen und es gelangen ihm einige Verkäufe an die US-Armee sowie an die Republik Texas. Die Überlegenheit seiner Revolver zeigte sich, als eine Gruppe von 18 mit Paterson-Revolvern ausgerüsteten Texas Rangern siegreich aus einem Kampf gegen 70 bis 80 Komantschen hervorging. Anführer der Rangers war damals der legendäre Captain John (Jack) Hays.
Mangels Rentabilität wurde die Produktion 1842 in Paterson eingestellt. Erst 1847 erhielt Colt, jetzt in eigener Regie, eine Bestellung der US-Armee für 1000 großkalibrige Revolver, die er zusammen mit dem früheren Texas Ranger Samuel H. Walker zur Serienreife entwickelt hatte. Mangels eigener Produktionsstätten ließ er diese beim Waffenfabrikanten Eli Whitney Jr. in Whitneyville, Connecticut herstellen. Bereits 1848, nach einer Bestellung der US-Armee, wurden in der von Colt gegründeten Colt’s Patent Firearms Manufacturing Company 7000 Dragoon Model 1848 Revolver, eine leichtere Version des Walkers, hergestellt.
Durch den Amerikanischen Bürgerkrieg wurde die Produktion dann erst richtig angekurbelt. Colt war der Hauptausstatter für Revolver der Unionstruppen, allerdings kamen auch auf der Seite des Südens zahlreiche Colt-Produkte aus vorhandenem Privatbesitz oder vom Schwarzmarkt zum Einsatz. Von den Nordstaaten wurden hauptsächlich zwei Linien geordert: Mit 127.000 Exemplaren des Model 1860 Army im Kaliber .44 war Colt der größte Lieferant an großkalibrigen Revolvern, an zweiter Stelle kam mit 106.000 Stück die Remington Arms Co., Ilion, NY mit dem Remington New Model Army. Eine kleinere Anzahl des Colt Model 1851 Navy und 1861 Navy im Kaliber .36 wurde für andere Dienste beschafft.
Die Colt-Revolver funktionierten alle nach dem gleichen Prinzip. Dies erlaubte der Firma Colt, als einer der ersten Waffenproduzenten eine rationelle Serienproduktion einzuführen.

## Modellübersicht

### Paterson Modell von 1836

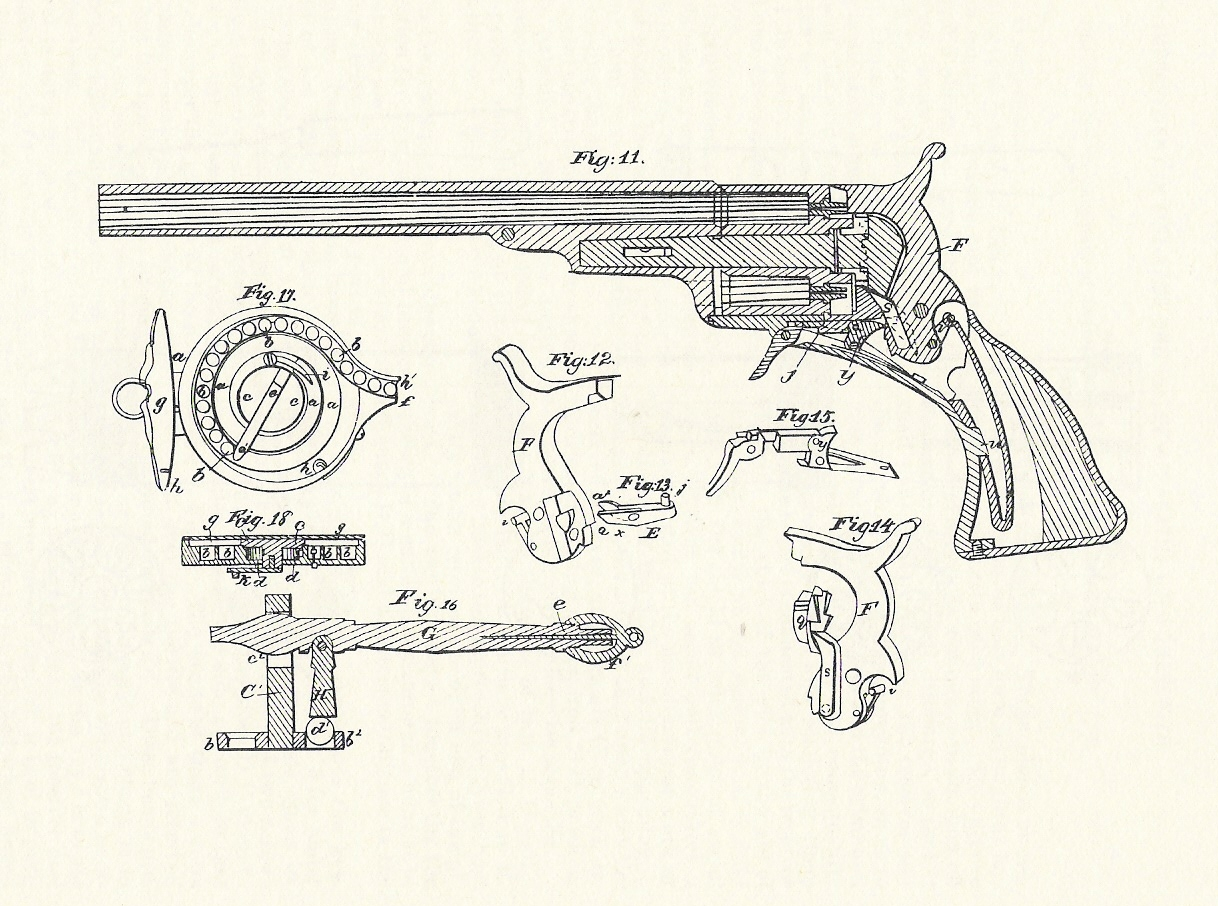
Colt Paterson „Holster Model“, Patentzeichnung 1839

Der Colt Paterson Revolver war der erste markttaugliche Revolver von Colt. Er wurde in der Stadt Paterson in New Jersey hergestellt. Vom „No. 1 Pocket Model“ im Kaliber .28 wurden 500 Exemplare hergestellt. Vom größeren „No. 2 und No. 3 Belt Model“ (Gurtmodell) wurden etwas über 900 Stück hergestellt. Messungen zeigen ein Kaliber der Trommelkammern zwischen .31 und .32 Zoll und ein Laufkaliber zwischen .33 und .34 Zoll. Das Modell No. 2 hatte einen kürzeren, das Modell No. 3 einen längeren, unten erweiterten Griff. Vom „No. 5 Holster Model“ im Kaliber .36 wurden 1000 Exemplare hergestellt. Von diesem größten in Serie hergestellten Paterson-Revolver ging eine Anzahl an die Texas Rangers. Unter Sammlern wird dieses Modell deshalb auch Texas Model genannt. Das Besondere an den Paterson-Colts war der Abzug: Dieser konnte eingeklappt werden, was den Abzugsbügel zu seinem Schutz erübrigte. Wurde der Hahn gespannt, klappte der Abzug aus. Nach dem Schuss konnte er wieder eingeklappt werden. Diese Mechanik erlaubte es, den Revolver auch ohne Holster im Gürtel zu tragen.

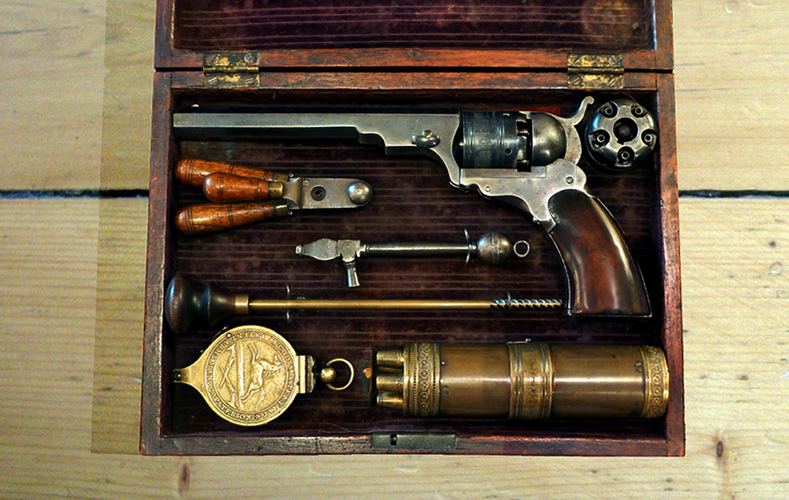
Colt Paterson 2nd Belt Model

Der Paterson hatte eine Trommel mit fünf Kammern. Zum Laden musste der Lauf abgenommen werden. Um die Ladezeit zu verkürzen, existierten spezielle Pulverflaschen mit fünf Hälsen, mit denen alle Kammern gleichzeitig mit Pulver gefüllt werden konnten; am Boden hatten diese Flaschen fünf Öffnungen, um die Kugeln zu laden. Eine als Zubehörteil gelieferte Laderamme diente zum Setzen der Kugeln. Als Widerlager diente die Einfräsung in der Trommelachse, durch die auch der Keil zur Befestigung des Laufes geschoben wurde (Patentzeichnung Fig. 16). Erst gegen Ende der Produktion erhielt der Revolver eine hinten am Lauf angelenkte Laderamme.
Die Gesamtproduktion der Patent Arms Manufacturing Co. belief sich auf etwas über 3.000 Revolver und etwa 1.800 Revolvergewehre. Die Firma, in der Colt nur Partner war, ging 1842 Konkurs und die verbleibenden Maschinen, Teile und Revolver wurden von einem Hauptaktionär (John Ehlers) übernommen und weiter vermarktet.

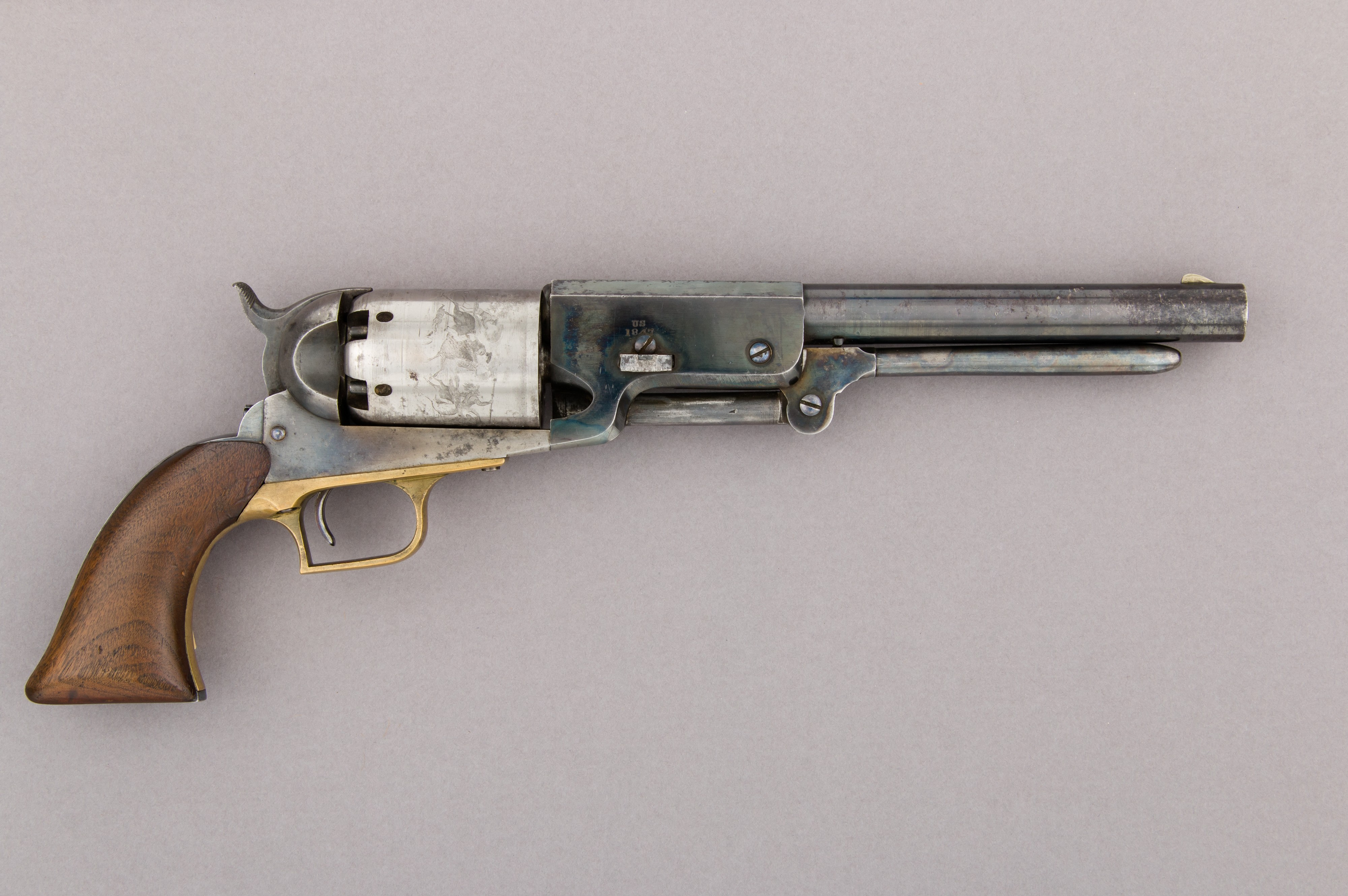
Colt Walker 1847

### Colt Walker Modell von 1847

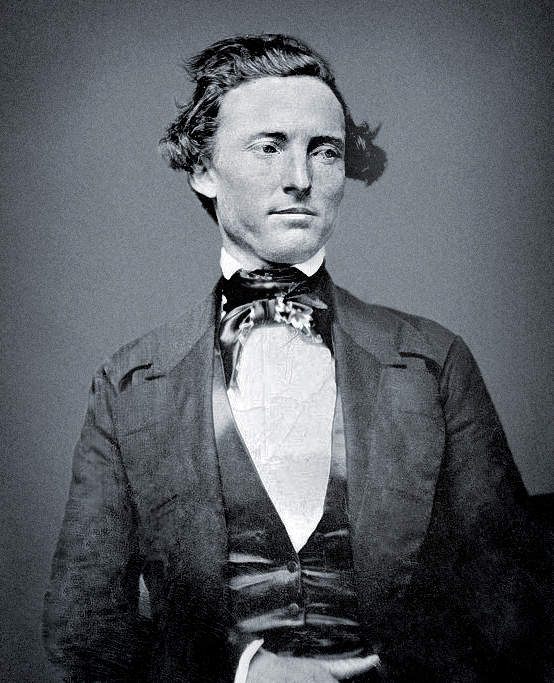
Captain Samuel Walker

Der Colt Walker, von der Armee offiziell Model of 1847 Army Pistol genannt, wurde gemeinsam von Samuel Colt und Captain Samuel Walker, einem Offizier der First United States Mounted Rifles entwickelt. Er wurde in Whitneyville in Ely Whitneys Fabrik hergestellt, da Colt noch keine eigene Fertigungsstätte hatte. Basis war der Texas-Paterson, dem neuen Kaliber .44 angepasst und konstruktiv vereinfacht. Beim nicht mehr einklappbaren Abzug der Waffe wurde ein Abzugsbügel angebracht um eine unbeabsichtigte Schussauslösung zu vermeiden. Um das Nachladen zu vereinfachen, wurde unter dem Lauf eine Laderamme angebracht. Im Gegensatz zum Paterson hatte der Walker eine 6-schüssige Trommel. Die Waffe ist – mit einem Gewicht von über 2,5 kg – auch heute noch der schwerste je serienmäßig hergestellte Colt-Revolver; die Lauflänge beträgt 9 Zoll. Ursprünglich war diese Waffe auch als Ersatz für die einschüssigen Sattel-Perkussionspistolen gedacht. Sie wurde nicht am Gürtel des Soldaten im Holster getragen, sondern im Doppelholster am Sattel des Pferdes.

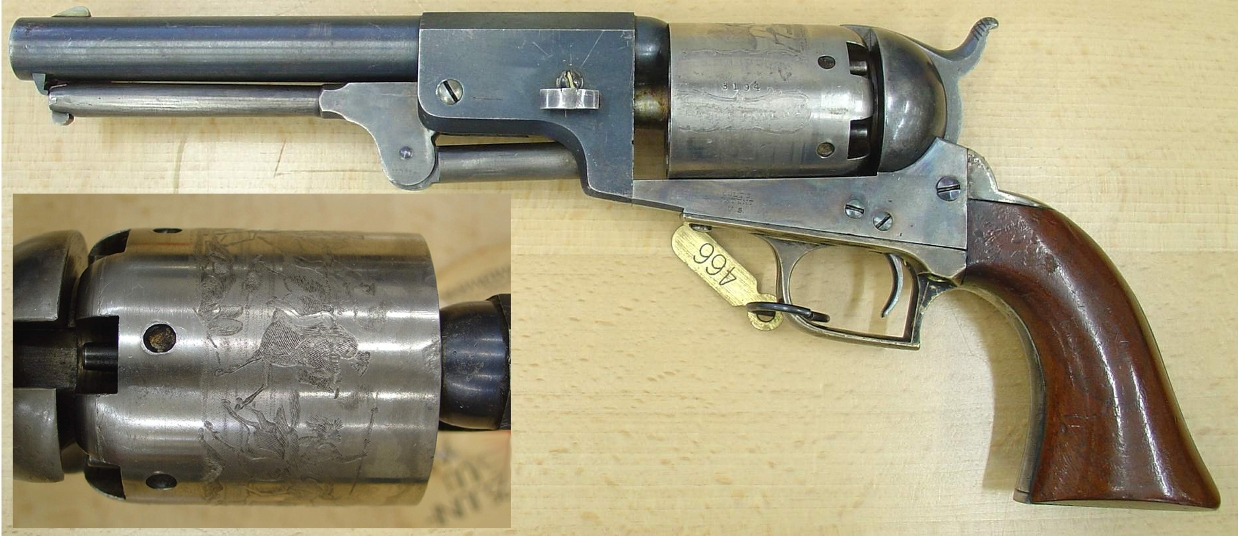
Colt Model 1848 Holster Pistol (First Model Dragoon)

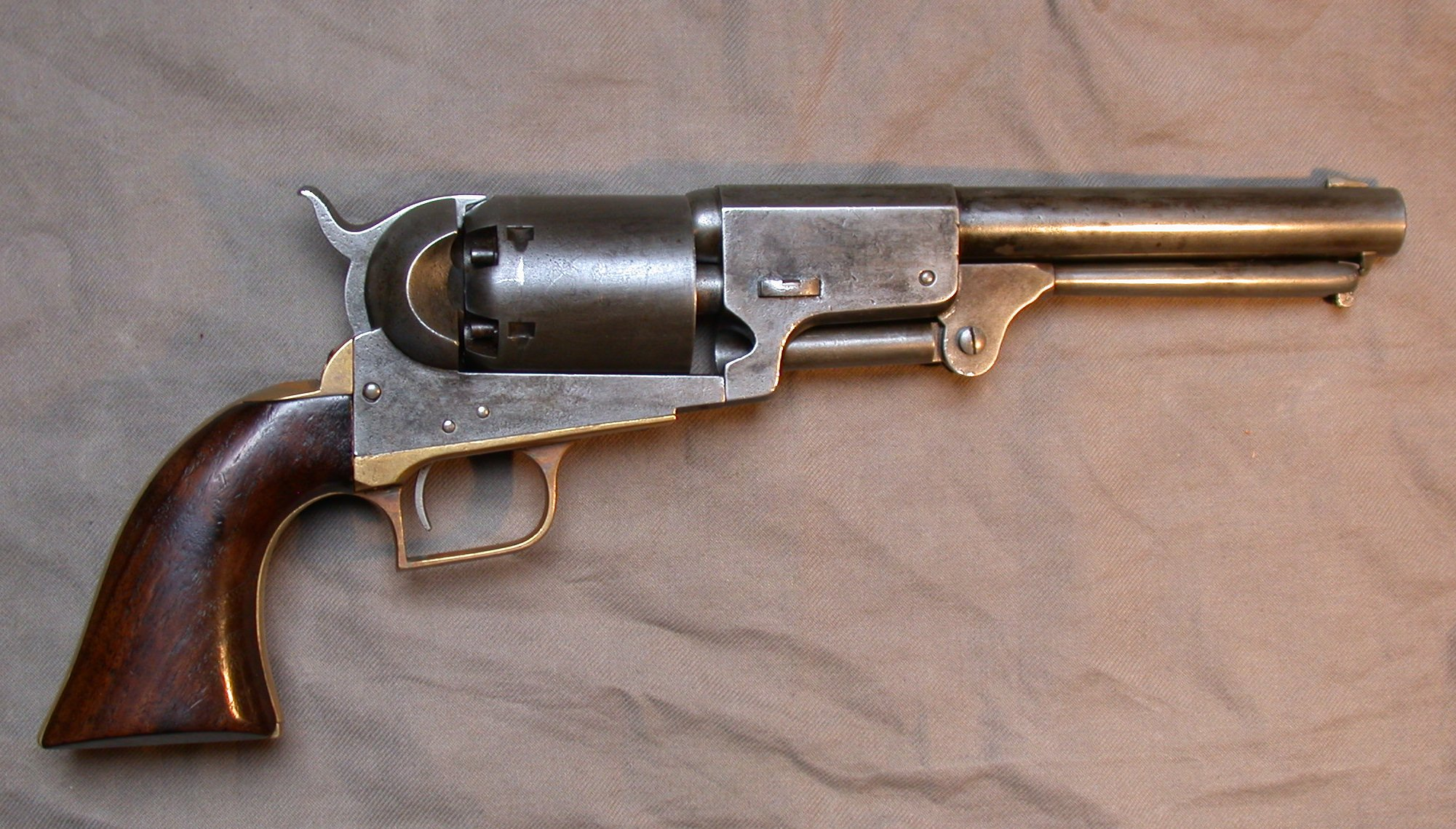
Colt Dragoon 1848 2nd Model

Der Auftrag der US-Armee umfasste 1000 Walker-Colts, die zu gleichen Teilen auf die Kompanien A, B, C, D und E der First United States Mounted Rifles ausgegeben wurden. Die Waffen wurden bereits in der Fabrik mit den Kompaniestempeln versehen. Jeder Dragoner wurde mit 2 Revolvern, einer Pulverflasche, einer Kugelgießzange und einem Schraubenzieher ausgerüstet. Captain Walker wurde als Kompaniekommandant der C-Kompanie eingesetzt.
Für den zivilen Markt fertigte Colt 100 Stück an, so dass eine Gesamtstückzahl von 1100 Revolvern hergestellt wurde.
Die Waffe hatte aufgrund der großen Pulverladung einen starken Rückstoß, sie schlug nach oben was dazu führen konnte, dass die nur von einer schwachen Federklammer gehaltene Laderamme nach unten klappte, was die Trommel blockierte. Ein deswegen später bei den Nachfolgern des Walkers eingeführter Federkeil hielt den Hebel der Laderamme zuverlässig fest.
Die Leistung des Walker-Colts entsprach einem heutigen .357 Magnum-Revolver. Die Waffe war technisch jedoch noch nicht ausgereift; es kam zu Trommelsprengungen, und deshalb blieb es bei den 1100 Exemplaren. Das Prinzip war jedoch gut, und die Armee interessierte sich für weitere 1000 allerdings modifizierte Waffen. Colt bot ein verbessertes und leichteres Nachfolgemodell an, das unter dem Namen Colt Dragoon Mod. 1848 bekannt wurde.

### Colt Dragoon von 1848
Im Dezember 1847 erhielt Samuel Colt eine Bestellung der US-Armee für weitere 1000 verbesserte Revolver. Die von Colt Improved Holster Pistol, von der Armee offiziell Model of 1848 Holster-Pistol genannte Waffe war die Verbesserung des Walkers. Die Trommel war kürzer; damit wurde Gewicht gespart und ausgeschlossen, dass sie überladen werden konnte. Beim 7,5 Zoll-Lauf wurde die hintere Laufpartie zwischen Lauf und Trommel verlängert, um Gasreflexionen und dadurch ausgelöste Doppelzündungen zu vermeiden. Die Laderamme wurde verbessert, der Ladehebel wurde neu am vorderen Ende des Ladehebels am Lauf fixiert, was zum Standard bei den Colt-Vorderladern wurde. Die Waffe hatte wie der Walker Kaliber .44 und war ähnlich stark wie dieser – jedoch besser beherrschbar. 

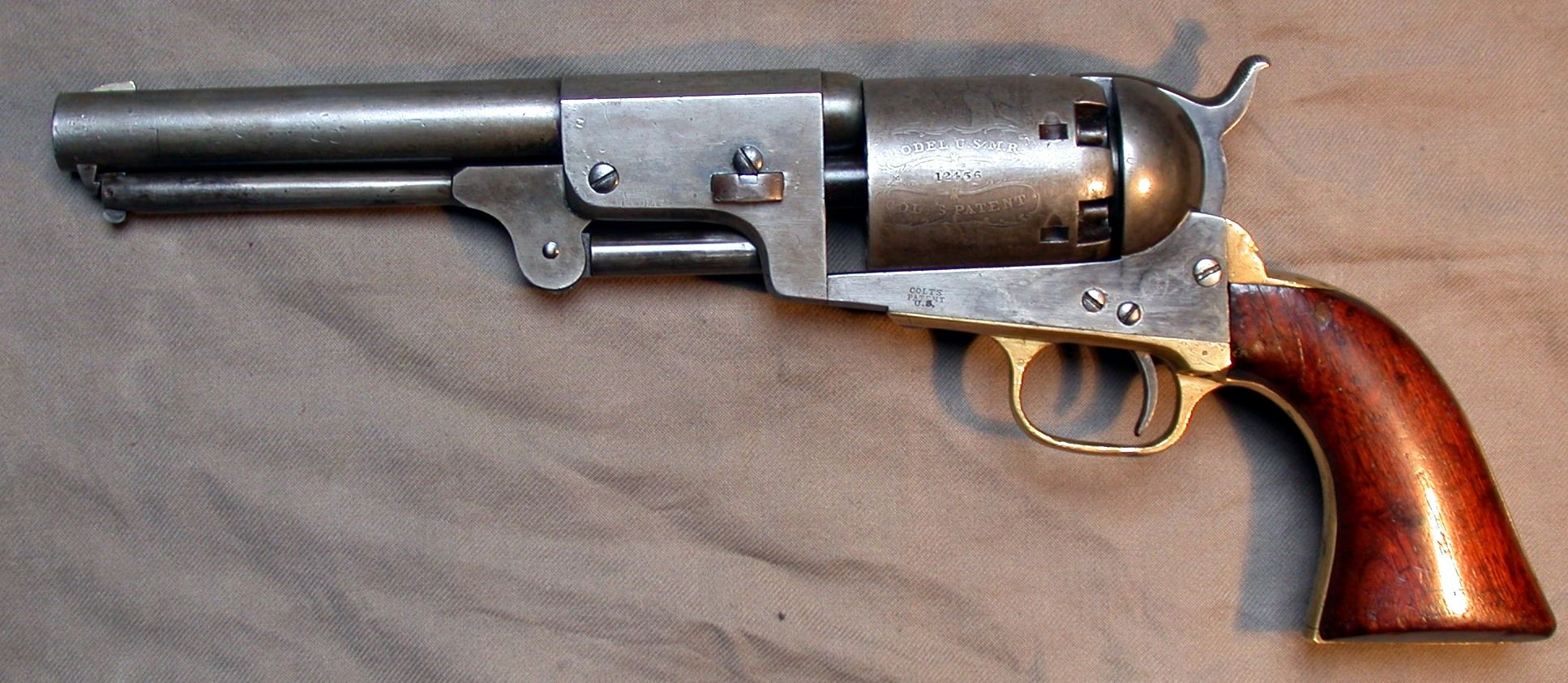
Colt Dragoon 3rd Model

 Der Dragoon-Colt wurde im Laufe der Zeit verbessert; heute unterscheiden die Sammler drei Varianten: Das erste Modell hatte einen hinten eckigen Abzugsbügel und ovale, später runde Einfräsungen zur Blockierung der Trommel. Die Schlagfeder war V-förmig, erst im Laufe der zweiten Variante wurde sie durch eine Blattfeder ersetzt. Bei der zweiten Variante waren die Trommeleinkerbungen rechteckig (wie bei allen späteren Colt-Modellen). Die dritte Variante bekam dann einen runden Abzugsbügel. Nach 1860 wurden auch Dragoon-Revolver mit Anschlagskolben hergestellt. Diese hatten ein am hinteren Laufende angebrachtes Visier und wurden mit 7-1/2- und 8-Zoll-Läufen hergestellt.

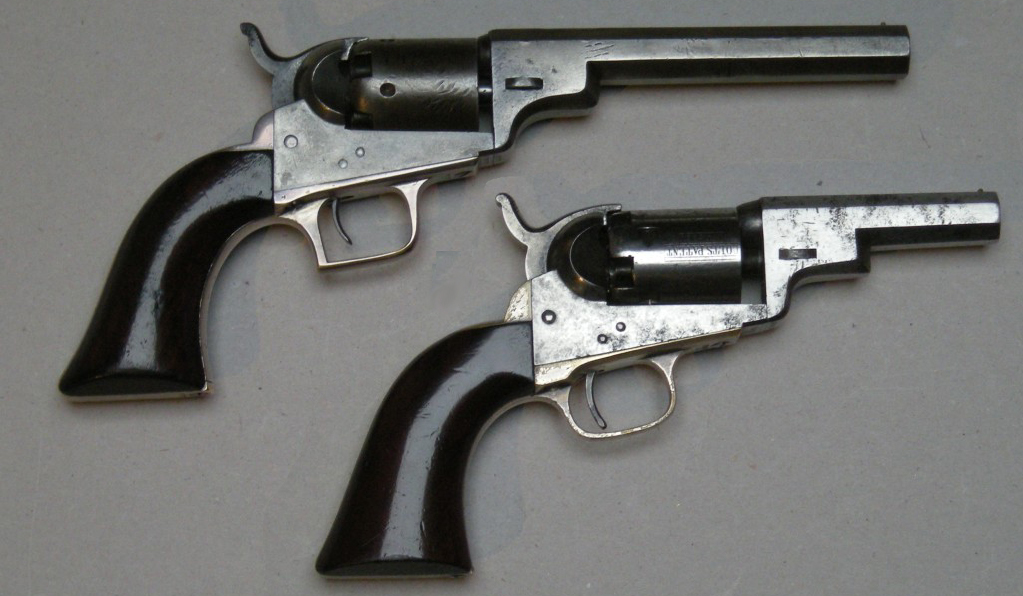
Oben Colt 1848 Baby Dragoon, unten Pocket 1849 (siehe Differenz der Distanz zwischen Laufblock und Trommel)

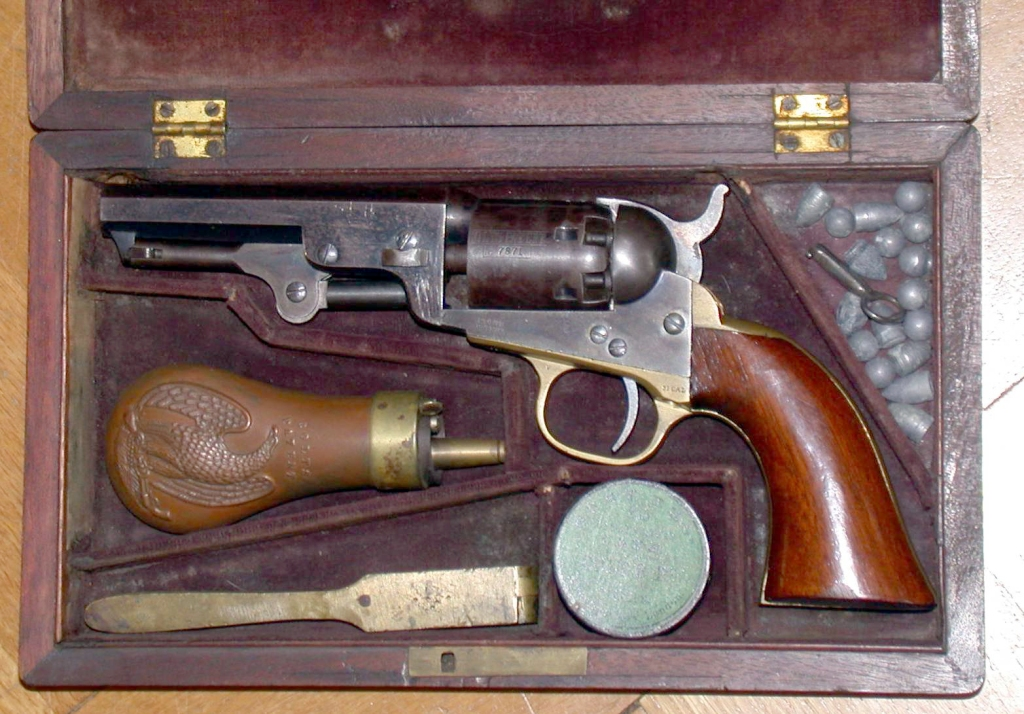
Colt Model 1849 Pocket Revolver

Oft wird der Dragoon nach seinem Herstellungsort als Hartford Dragoon bezeichnet. Die Gesamtzahl der in Hartford hergestellten Dragoons liegt bei rund 20.000 Stück, davon wurden etwas mehr als 7000 Stück an die Armee verkauft.

### Pocket Model of 1848
Dieser heute Baby Dragoon genannte Revolver war für den zivilen Markt bestimmt. Er war eine verkleinerte Version des Dragoon im Kaliber .31 mit Achtkantlauf und hatte anfangs keine Laderamme. Seine auffallendsten Merkmale sind der hinten gerade Abzugsbügel sowie der kürzere Rahmen, sichtbar an der kleineren Distanz zwischen dem Laufblock und der Trommel (siehe Bild). Er wurde in der ersten Colt-Fabrik in Hartford hergestellt und mit Erfolg in Kalifornien an die Goldgräber im Gold Rush verkauft. Insgesamt wurden etwa 14.500 dieser Waffen hergestellt, etwa ab Seriennummer 12.000 mit Laderamme.

### Pocket Modell von 1849
Dieser Revolver war eine Weiterentwicklung des ersten kleinen Modells im Kaliber .31. Serienmäßig war er mit einer Laderamme ausgestattet und der Abzugsbügel war rund. Die Lauflängen waren 3, 4, 5, oder 6 Zoll und die Trommel war ursprünglich 5-schüssig, später wurde sie 6-schüssig. In der Nummernreihe seines Vorgängers, mit ab Seriennummer ~ 14.500 bis 331.000 hergestellten Exemplaren war er der meistgebaute Colt-Vorderlader. Eine Anzahl des Pocket 1849 wurde ohne Laderamme hergestellt, dieses Modell gilt heute unter Sammlern als Wells Fargo Modell.

### Navy-Modell von 1851

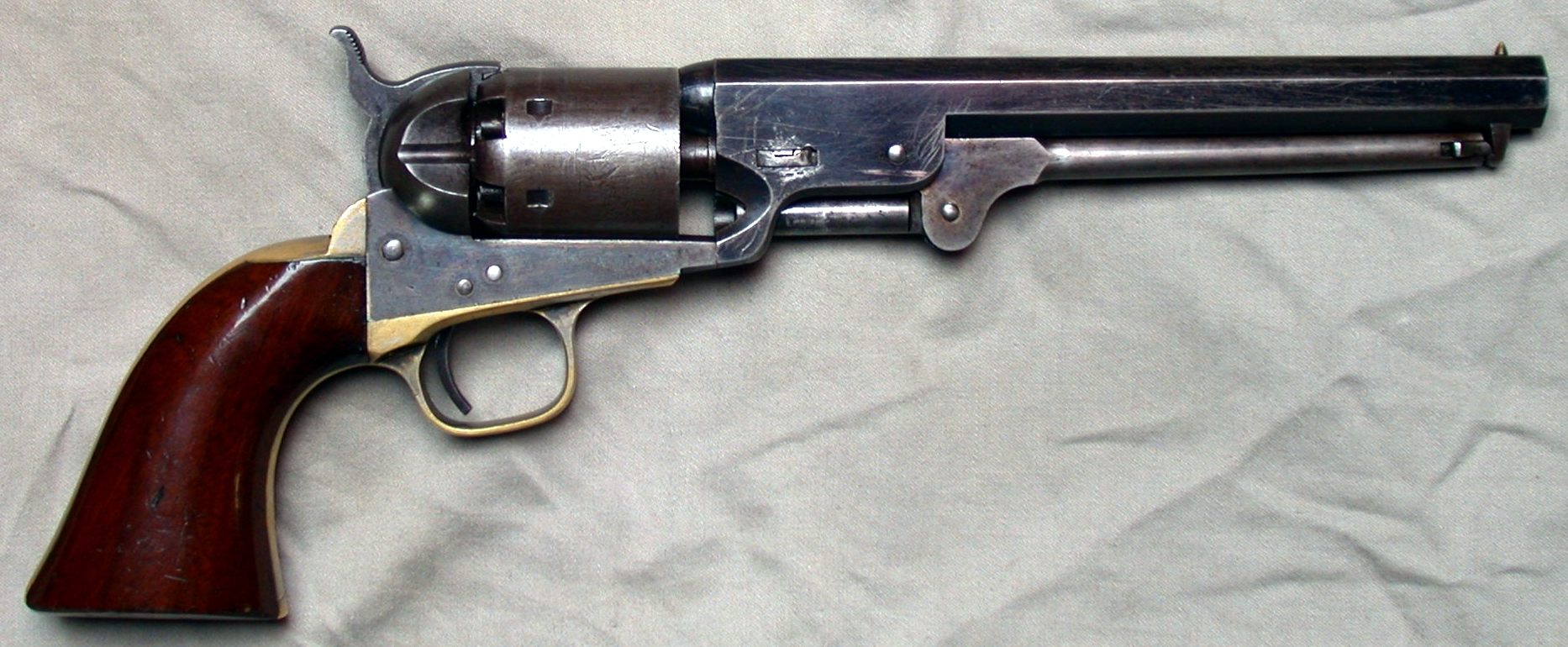
Colt Navy Mod 1851

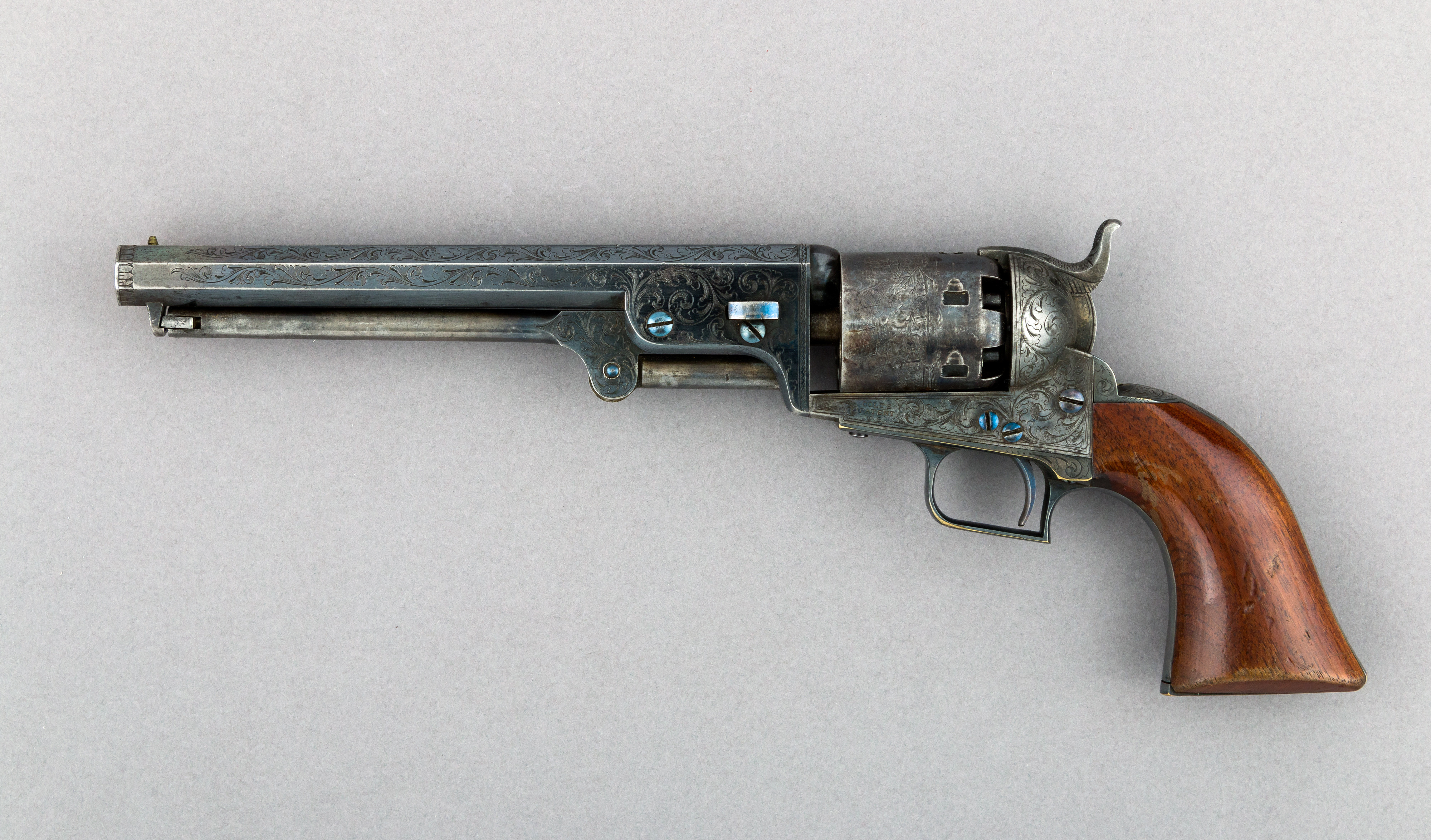
Colt Navy Mod 1851, Seriennummer 2

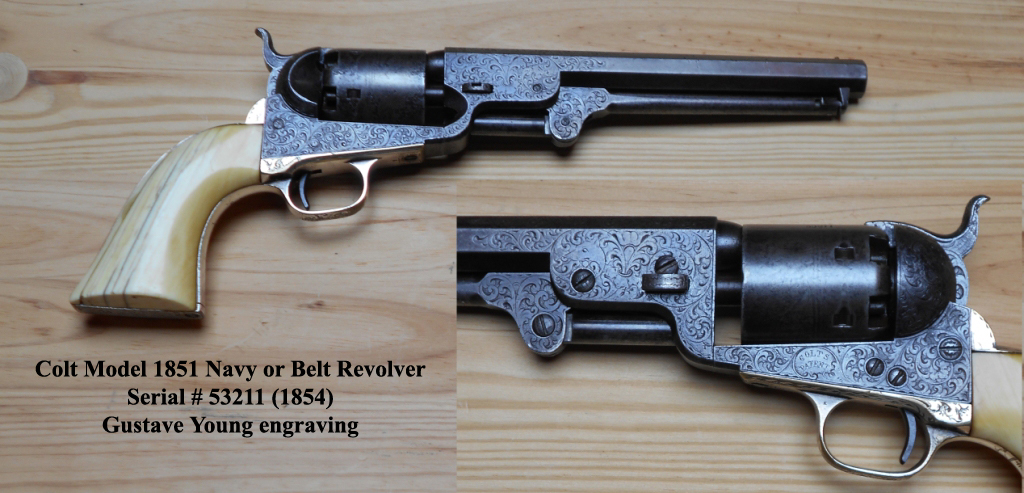
Colt Navy 51, Gustav Young engraving

Der Navy Model 1851 wurde von Colt als Belt-Model (Gurtmodell) bezeichnet und kam 1850 auf den Markt. In der Größe liegt der Navy zwischen dem Pocket und dem Dragoon. Colt Navy wird er wegen der auf der Trommel aufgerollten Seeschlacht genannt. Der Navy hatte einen achtkantigen 7,5-Zoll-Lauf (selten 6-Zoll) und wurde im Kaliber .36 (selten .40) produziert. Wie der Dragoon und der Pocket hatte er eine am Lauf angebrachte Laderamme. Zwischen 1850 und 1872 wurden in Hartford über 215.000 Stück dieser sechsschüssigen Waffe hergestellt. Eine nicht bekannte Stückzahl ging im Sezessionskrieg an die US-Armee und die US-Marine. Auch andere Länder verwendeten Navy-Colts. So ist bekannt, dass die Lieferung einer Anzahl dieser Revolver an Russland von Preußen abgefangen wurde und mit der Bezeichnung KM von der Marine eingesetzt wurde.
Der Colt Navy 51 war auch bei Zivilisten sehr beliebt und daher weit verbreitet.

### Colts aus Londoner Fertigung
Da Samuel Colt Marktchancen in England sah, beschloss er nach der Great Exhibition 1851 im Crystal Palace in London, dort eine Produktionsstätte aufzubauen. Die Räume fand er an der Themse bei der Vauxhall Bridge und bereits im Oktober 1852 rüstete er die Hallen mit Maschinen aus. Die Produktion in dieser Small Arms Manufactory genannten Fabrik lief von 1853 bis 1856 und wurde dann wegen mangelnder Rentabilität abgebrochen. Die dort hergestellten oder aus angelieferten Teilen fertiggestellten Waffen unterscheiden sich von der US-Produktion durch einen eisernen Griffrahmen, die Laufaufschrift – ADDRESS COL.COLT LONDON – sowie durch englische Beschussmarken. Alle in London gefertigten oder fertiggestellten Colts wurden separat nummeriert.
Zur Hauptsache wurden in London Modell 1851 Navy Colts zum Privatverkauf an Offiziere hergestellt; dies in Konkurrenz mit den von Tranter, Adams, Westley Richards und James Kerr angebotenen Double-Action Revolvern. Von der Regierung gekaufte Waffen sind mit WD (War Department) und dem typischen Broad Arrow gestempelt. Insgesamt wurden 42.000 solcher London-Navy Colts hergestellt. Sie wurden vor allem in Großbritannien, Kanada, den Kolonien und im Krimkrieg verwendet.
Zwischen 1853 und 1856 wurde dort auch das Pocket Modell 1849 hergestellt. Die Gesamtproduktion der London Pockets beläuft sich auf etwa 11.000 Exemplare, wobei die ersten 265 in Hartford gefertigt wurden. Diese sind am Messing-Griffrahmen und der handgravierten Laufaufschrift erkenntlich.
Zudem existieren auch rund 700 London Modell 1848 Dragoon Revolver, diese wurden in London aus angelieferten Hartford-Komponenten fertiggestellt. Die meisten tragen die Laufaufschrift ADDRESS SAML COLT NEW YORK CITY, wenige eine handgravierte Adresse COL.COLT LONDON.
Ein Teil der für den englischen Markt gefertigten Waffen wurde in Kassetten aus Eichenholz ausgeliefert, die neben der Waffe einen Putzstock, einen Pistonschlüssel, eine Kugelgießzange, eine englische Dixon-Pulverflasche sowie eine Eley-Zündkapselbüchse enthielten.

### Army Modell von 1860
Dieses Modell kam 1860 im Armee-Kaliber .44 auf den Markt und hatte einen stromlinienförmigen, runden Lauf. Die Lauflänge betrug anfangs 7,5 Zoll, später 8 Zoll. Es sollte den Dragoon ablösen.

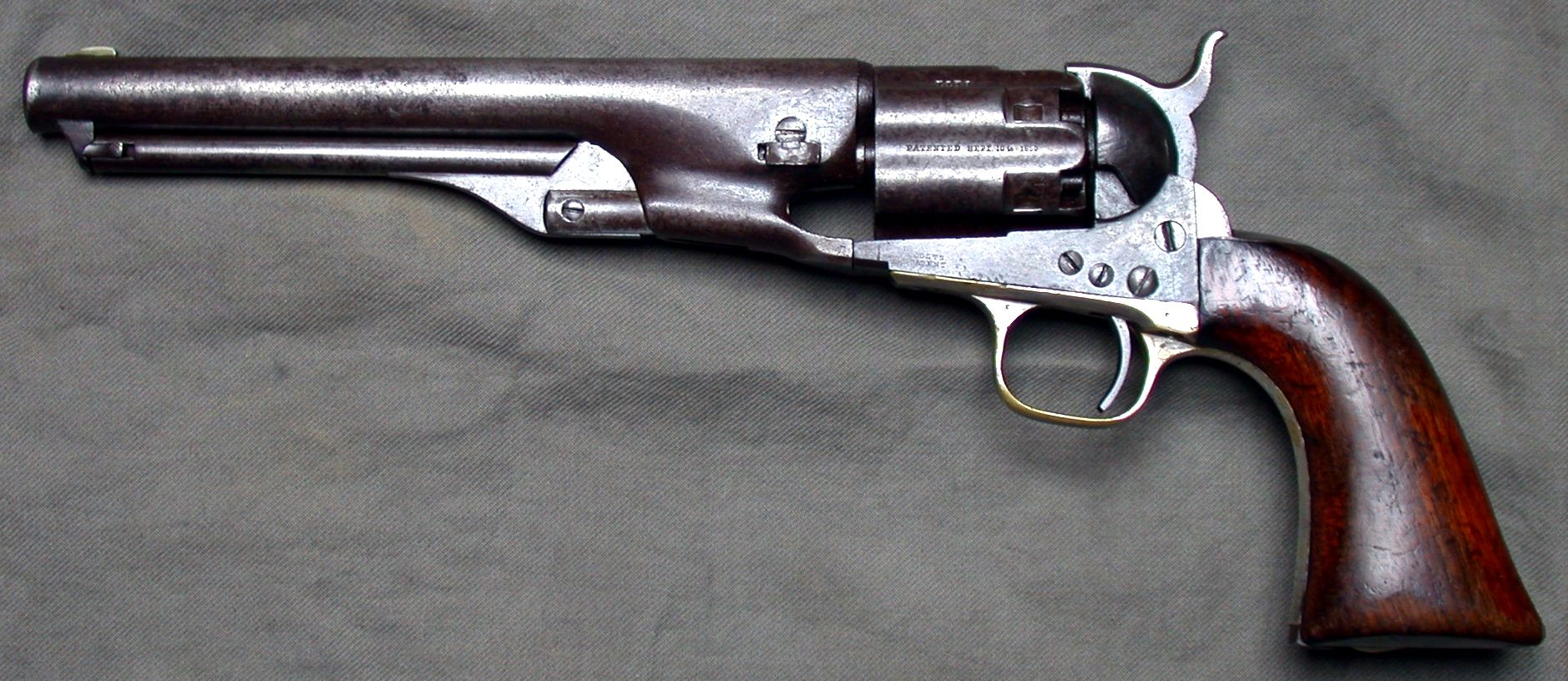
Colt Army 1860 frühe Ausführung mit kannelierter Trommel

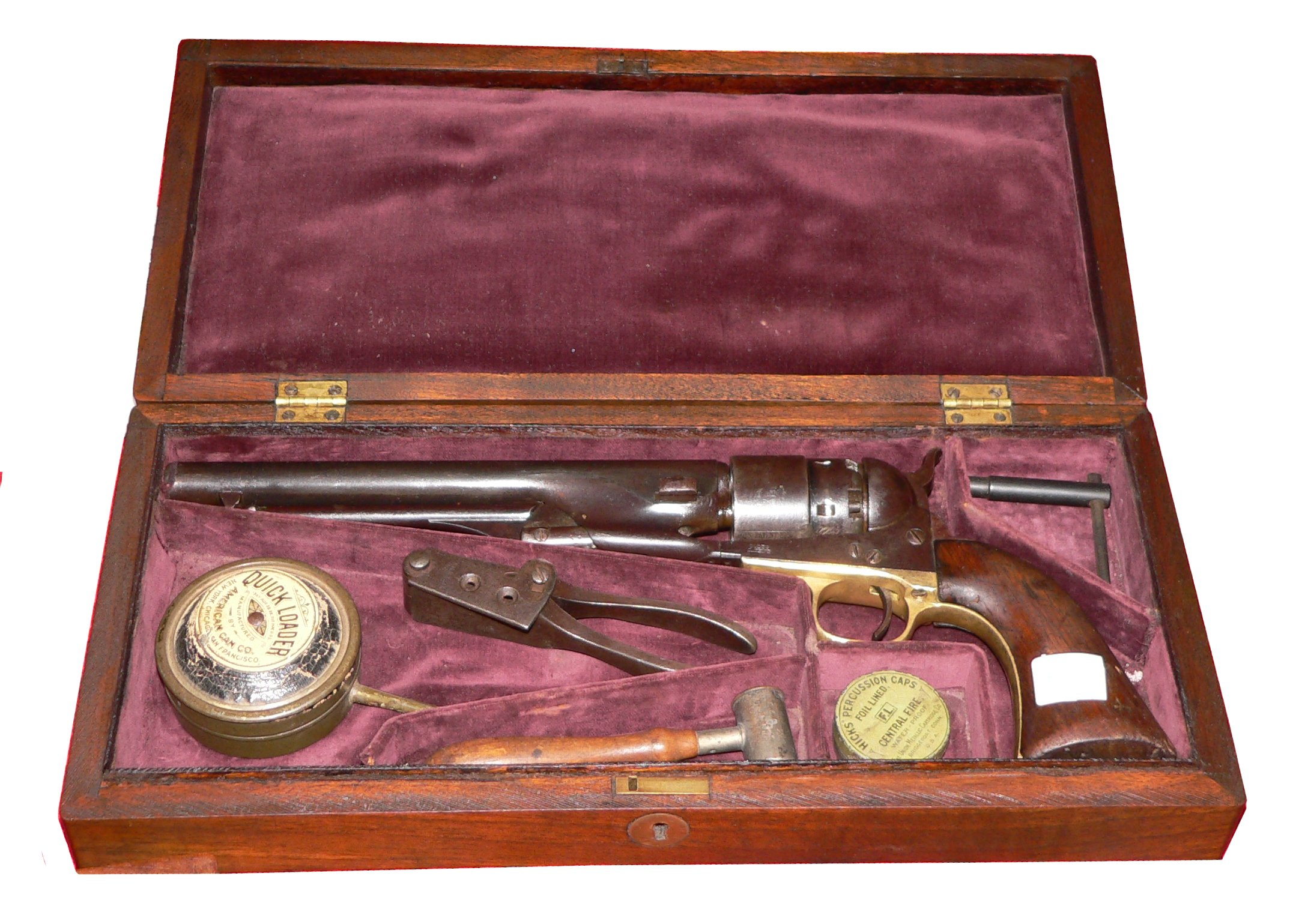
Colt Army 1860 zivile Ausführung, in einer Holzkassette, mit Zubehör

Bei der Produktion dieser Waffe wurde erstmals ein neuer, verbesserter Stahl verwendet, Colt nannte ihn Silversteel. Dieses neue Material machte es möglich, auf den Rahmen des Navy-Kalibers einen .44er aufzubauen. Das bedeutet, der hintere Teil der Waffe (Systemkasten) entsprach dem des Navy-Colts, allerdings war er vorne an den größeren Trommeldurchmesser angepasst. Die ersten Army-1860-Revolver hatten eine kannelierte Trommel und oft auch einen Navy-Griff, der aber rasch durch einen längeren Griff abgelöst wurde. Effektiv waren nur die Trommel und das Laufstück Neukonstruktionen. Dieses System machte es möglich, das Navy- und das Army-Modell in einer großen Stückzahl wirtschaftlich herzustellen, da bis auf Laufstück und Trommel die verwendeten Komponenten fast identisch waren.
Durch das größere Kaliber ergab sich beim Army auch die charakteristische abgestufte Trommel, der Durchmesser im hinteren Drittel entsprach dem der .36er-Navy-Trommel (38,9 mm), die vorderen zwei Drittel waren im Durchmesser etwas größer (41,24 mm), um die Ladung für das .44er-Kaliber aufzunehmen. Im Unterschied dazu hatte sein Vorgänger, der 1848 Dragoon einen Trommeldurchmesser von 47,5 mm, auch sein Laufdurchmesser war mit 19,6 mm größer als der des 1860 Army (18,4 mm).
Neu war auch die Laderamme – war es bei den Vorgängern ein Hebelsystem gewesen, war es hier ein Zahnradsystem. Das hintere Ende des Hebels war oben abgerundet und hatte fünf Noppen, die im Laufgehäuse in passgenaue Löcher griffen, der ganze Hebel lief nach hinten und trieb den Kugelsetzer in die Trommelkammer. Dadurch ersparte man sich eine weitere Schraube. Da die Waffe auch schlanker, stromlinienförmig und leichter war als ihr Vorgänger (Colt Dragoon 1,86 kg, Colt Army 1,25 kg), konnte sie auch vom Soldaten im Holster am Gurt getragen werden, damit war sie auch zur Bewaffnung von nichtberittenen Truppen geeignet.
Der 1860 Army wurde mit der gleichen Seeschlachtszene auf der Trommel ausgeliefert wie der 1851 Navy, etwas ungewöhnlich für eine Kavalleriewaffe.
Zwischen 1860 und 1872 wurden von dieser Waffe über 200.000 Exemplare hergestellt. Davon gingen über 125.000 an die US-Truppen. Diese Modelle waren so ausgestattet, dass eine Schulterstütze (Kolben) befestigt werden konnte. Dazu waren Einfräsungen am Griff sowie eine vierte Schraube im Systemkasten notwendig (die anderen Modelle hatten nur drei Schrauben). Zur Verstärkung wurden die Griffrahmen aus Stahl und nicht mehr aus Messing hergestellt. Die Kolben sind gesuchte Sammlerstücke, besonders die mit eingebauter Feldflasche.

### Navy Modell von 1861

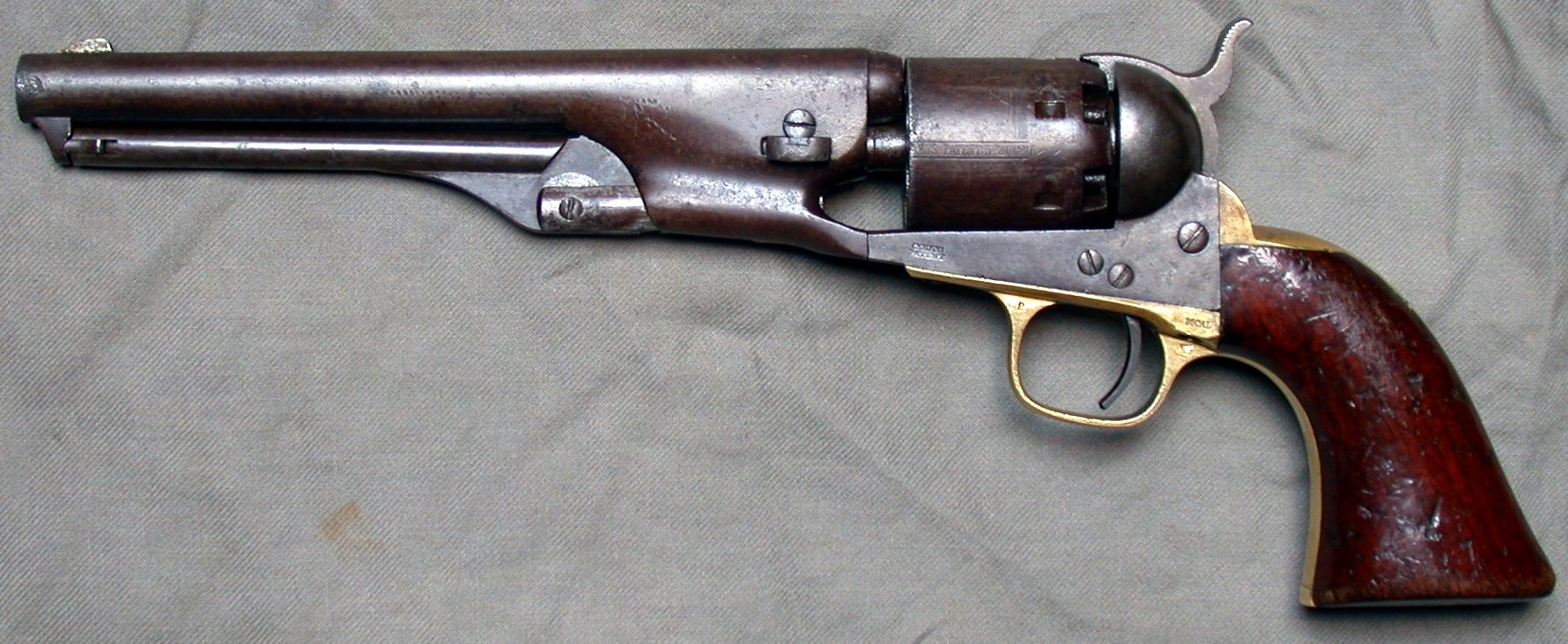
Colt Navy 1861

Das zweite Navy-Modell im Kaliber .36 avancierte bald zu einem der beliebteren Modelle im Sezessionskrieg (auf beiden Seiten). Die Waffe wurde oft auch als New Model Navy Revolver bezeichnet.
Das Design des Laufes wurde vom 1860er Army-Modell übernommen. Der Rest der Waffe entspricht dem Navy Mod. 1851. Zwischen 1861 und 1872 wurden über 38.000 Stück hergestellt.
Die ersten hundert Modelle wurden noch mit kannelierten Trommeln ausgeliefert. Um die Produktion zu vereinfachen, wurde wieder auf die glatten Trommeln zurückgegriffen.

### Police Modell von 1862

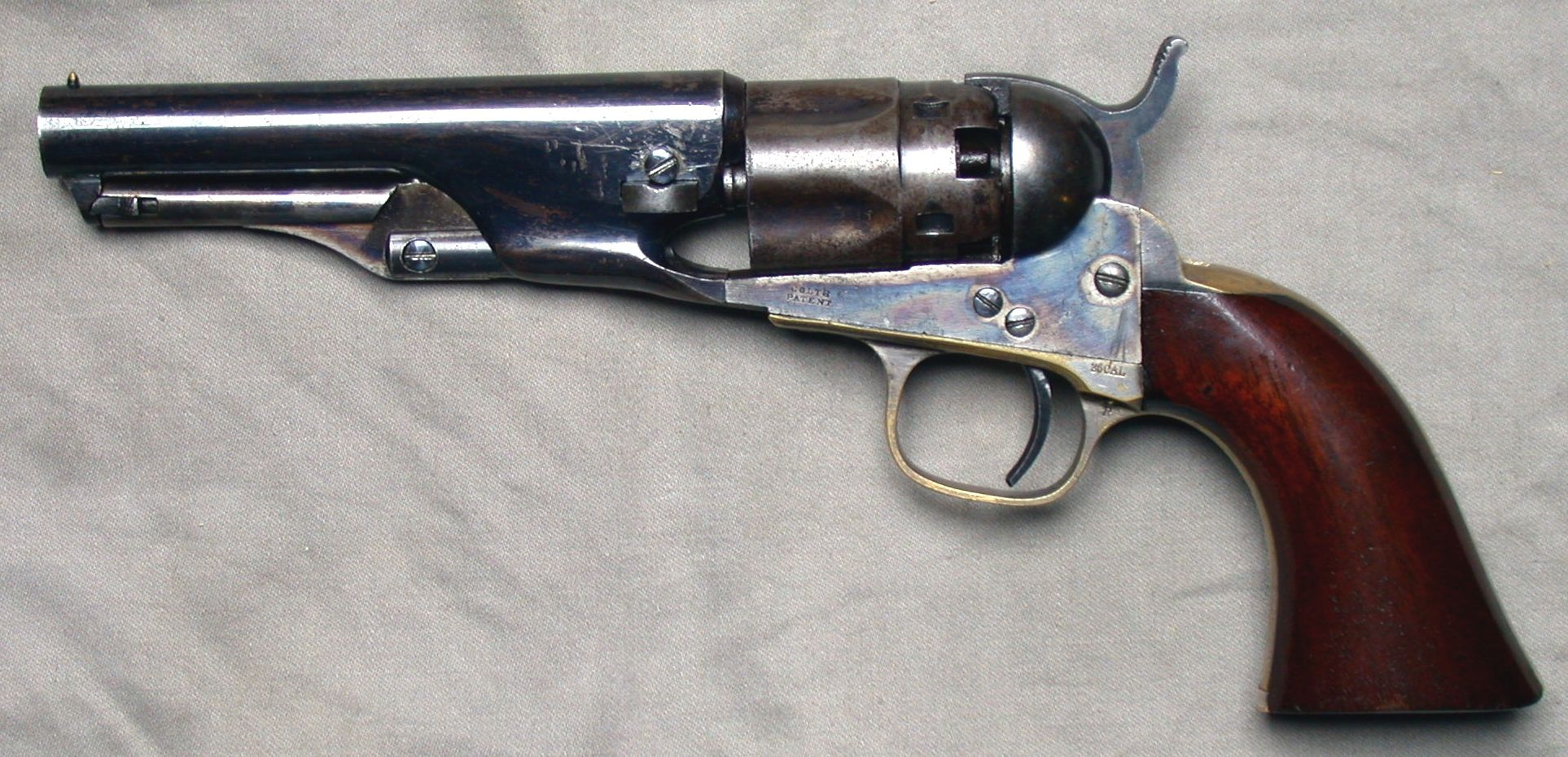
Colt Police 1862 mit 4 1/2-Zoll-Lauf

Dieses Modell war wie ein verkleinerter Army 1860 aufgebaut. Es basierte auf dem Pocket Model 1849-Rahmen, war fünfschüssig, im Kaliber .36. Die Lauflänge war von 3,5 bis 6,5 Zoll, in ein-Zoll-Schritten erhältlich. Bei diesem Modell war die Trommel vorne zur Gewichtsersparnis kanneliert.
Parallel dazu kam eine Version mit einem Achtkantlauf analog zum Pocket Model von 1849, jedoch im Kaliber .36, auf den Markt, welche heute als Pocket Navy bezeichnet wird.
Den Namen Police Modell erhielt die Waffe, weil sie im Jahre 1862 an die Polizei von New York City ausgegeben wurde.
Von beiden Modellen wurden zwischen 1861 und 1872, in der gleichen Nummernreihe, 47.000 Stück hergestellt.

### Model 1855 Sidehammer Pocket Revolver

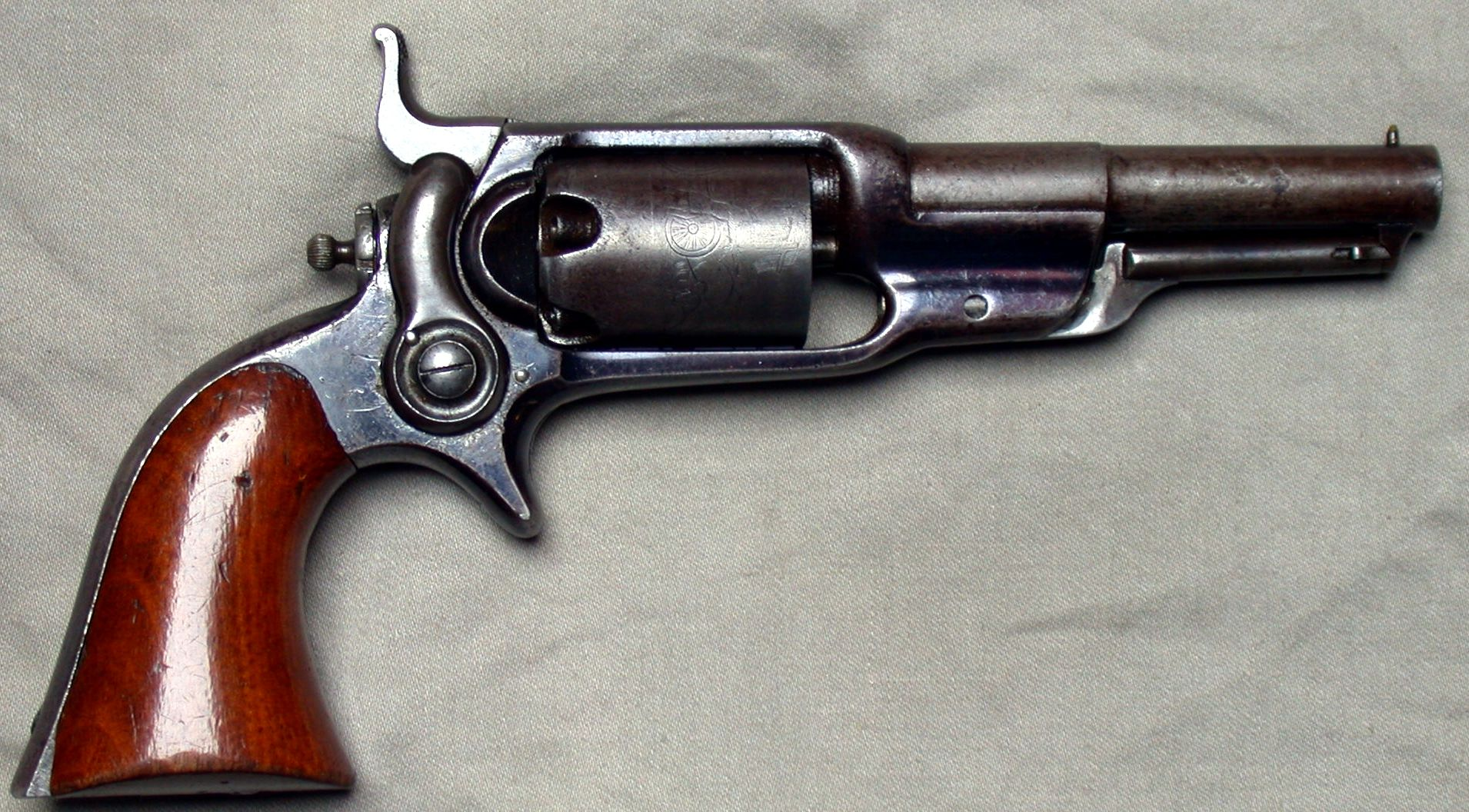
Colt Root 1855, 7. Modell Kal .31

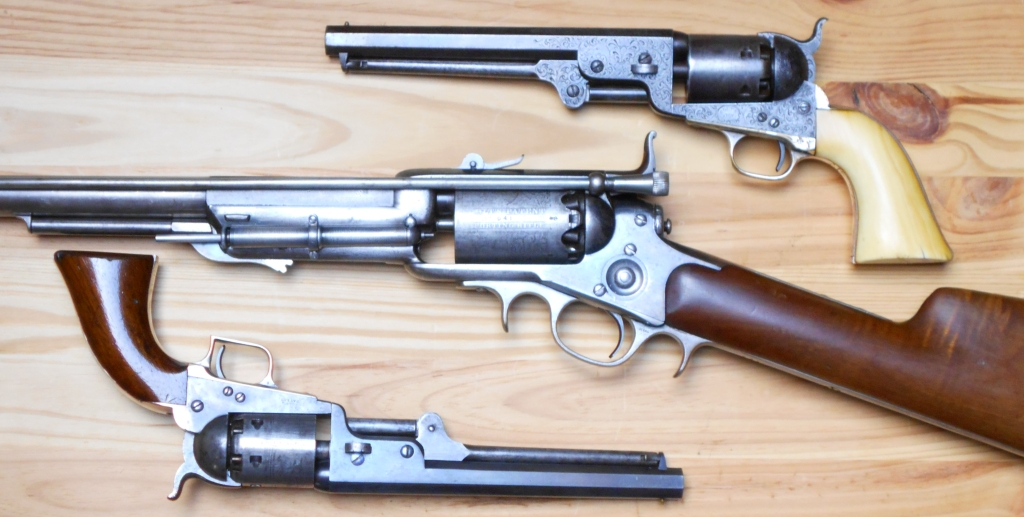
Colt Root Modell 1855 Gewehr, erstes Modell cal.36, 2 Colt Mod. 51 Navy im gleichen Kaliber

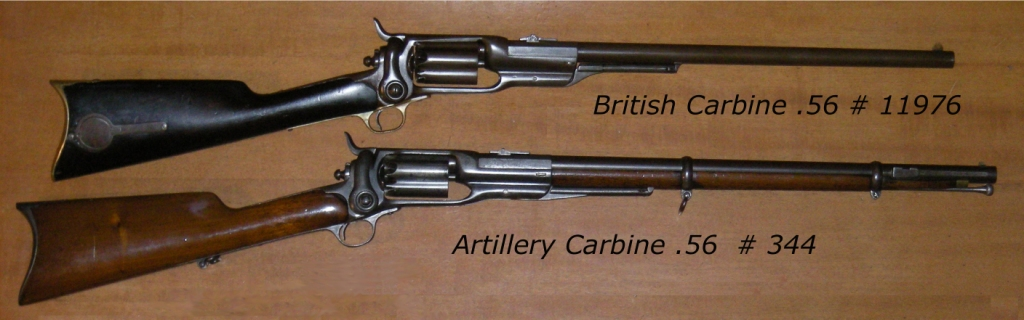
Colt Root Karabiner, .56 cal.

Der Colt Model 1855 Sidehammer Revolver ist der einzige Colt-Perkussionsrevolver, der nicht auf den Komponenten der gängigen Colt-Revolver aufgebaut ist. Die Waffe wurde von Elisha K. Root entworfen und wird deshalb von Sammlern Root's Model genannt. Die ersten Prototypen des Root Revolvers hatten eine besondere Dreheinrichtung für die Trommel, diese wurde nicht, wie bei anderen Colt-Revolvern durch einen Zahnkranz am hinteren Ende der Trommel gedreht, sondern durch eine mit dem Hahn kombinierte Zugstange mit einem Nocken am vorderen Ende, der in auf der äußeren Trommeloberfläche eingefräste Zickzacknuten eingriff.
Es war eine kleine Taschenwaffe, Lauflänge 3,5 Zoll (seltener 4,5 Zoll). Von 1855 bis 1870 wurden ca. 40.000 Stück hergestellt. Im Gegensatz zu den anderen Colt-Perkussionsrevolvern hatte diese Waffe einen geschlossenen Rahmen, in welchen der Lauf eingeschraubt war. Um die Trommel zu entfernen, musste die Achse von hinten herausgezogen werden. Zuerst produzierte man ein Pocket-Modell im Kaliber .28 mit fünf Schuss, später noch ein Modell im Kaliber .31. Außergewöhnlich ist, dass der Hahn seitlich angebracht war, aber in der Mitte der Waffe auf das Piston der Trommel schlug. bei einigen Modellen waren die Pistons nicht eingeschraubt, sondern Teil der Trommel.
Nach dem gleichen System wurden auch Gewehre gebaut, die in kleiner Zahl ihren Weg in die US-Armee fanden. Diese Gewehre und Karabiner Model 1855 wurden in diversen Kalibern von Kal .36 bis .64 und als Flinten bis Kal .75 hergestellt. Ein Nachteil dieser Trommelgewehre war, dass es beim Überzünden in andere Trommelkammern zu Verletzungen am linken Arm des Schützen kommen konnte. Daher wurden die Schützen angehalten, das Gewehr nicht vorne am Schaft, sondern direkt vor dem Abzugsbügel abzustützen.
Im Sezessionskrieg wurden die Berdan Sharp Shooters mit den Root-Gewehren M1855 ausgerüstet, jedoch bald auf Sharps Hinterlader umgerüstet. Auch andere Einheiten, besonders Volontär-Truppen, erhielten solche Revolvergewehre, doch aus den oben genannten Gründen bewährten sich diese Waffen nicht.

### Nachfolgemodelle (Colt Conversions)

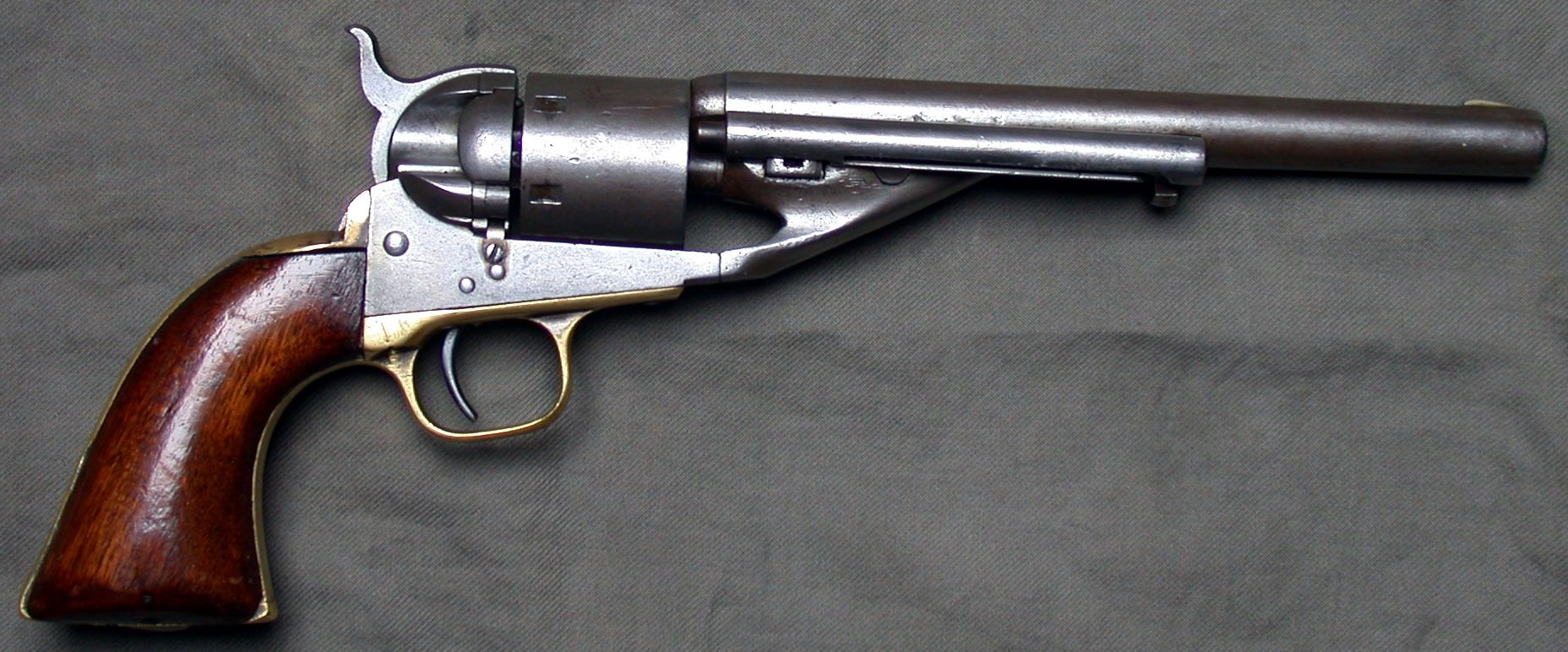
Colt Navy Model 1861 Richards Mason Conversion .38 cal

Perkussionsrevolver wurden bis in die 1870er Jahre angeboten, obschon Colt nach dem Auslaufen des Rollin White Patents im April 1869 nicht mehr an der Herstellung von Patronenrevolvern gehindert war. Um Lagerbestände abzubauen, bot Colt auf Hinterladung abgeänderte Revolver, die Colt Conversions und den auf gleicher Basis neu gebauten Colt Open Top zu günstigen Preisen an und auch nach dem Erscheinen des legendären Colt Single Action Army 1873 fanden diese ihre Abnehmer.

## Nachbauten, Fremdhersteller

### Konföderierte Südstaaten
Hierbei handelt es sich um Nachbauten der Coltrevolver, die während des Sezessionskrieges 1861–1865 von den konföderierten Südstaaten hergestellt wurden.
Der wichtigste Hersteller von Revolvern war Griswold & Gunnison in Griswoldville, Georgia. Er stellte ab 1862 gesamthaft 3.606 Nachbauten des Colt Navy Modell 1851 im Kaliber .36 her, bis die Gießerei im November 1864 von den Truppen von General William Tecumseh Sherman beim Marsch zum Meer nach dem erfolgreichen Atlanta-Feldzug zerstört wurde. Der augenscheinlichste Unterschied zum Colt ist der Messingrahmen und der im vorderen Teil runde Lauf. Beim späteren Modell war auch der hintere Teil des Laufes oben gerundet.
Andere Südstaatenkopien von Coltrevolvern wurden von folgenden Firmen in kleineren Stückzahlen hergestellt: Augusta Machine Works, Columbus Fire Arms Mfg., J.H. Dance Brothers, Leech & Rigdon, Rigdon Ansley, Schneider & Glassick, Spiller & Burr, George Todd, Tucker Serrard & Co.

### Fremdhersteller
In Belgien wurden während Jahren vor allem Kopien von Colt Navy 1851-Revolvern unter Lizenz, aber auch ohne Lizenz von diversen Firmen serienmäßig hergestellt. Auch ein deutscher Büchsenmacher, Valentin Sauerbrey, Geb. 1804 in St. Blasii, 1846 nach Basel (Schweiz) ausgewandert, stellte als Basler Zeughauswart Kopien von Colt Pocket 49, Colt Navy 51 und diversen anderen Faust- und Handfeuerwaffen her.
Auch Österreich verwendete eine Variante des Colt Navy 1851 und stellte diese Waffen in Innsbruck her.

## Aufbau bzw. Baugruppen
Aufgrund der einheitlichen Fertigung waren alle Perkussionsrevolver der Firma zwischen 1847 und 1872 nach dem gleichen Prinzip aufgebaut und verfügten über folgende Komponenten:
- Lauf mit Kugelsetzer,
- Systemkasten mit Trommelachse,
- Trommel,
- Griffrahmen mit Griff und Abzugsbügel.

Eine Ausnahme machte der von Elisha Root entwickelte Model 1855 Sidehammer Pocket Revolver, der einen geschlossenen einteiligen Rahmen mit fest eingeschraubtem Lauf und einen seitlich angebrachten Hahn hatte.

### Lauf bzw. Laufgruppe
Die Läufe der Paterson-Revolver haben 11 Züge. Die ab 1847 hergestellten Colt-Perkussionsrevolver haben 7 Züge, frühe Fertigungen mit Rechts-, spätere mit Linksdrall. Dieser ist progressiv, was bedeutet, dass der Drallwinkel gegen das Laufende zunimmt.
Der Lauf ist entweder rund oder achtkantig. Er wurde aus einem Stück heraus geschmiedet. Am hinteren Ende geht der Lauf in das Anbaustück (Block) über, das über die Trommelachse geschoben und so mit dem Rest der Waffe verbunden wird. Zwei aus dem Systemkasten herausragende Stifte, passend in zwei Löcher im Laufblock, fixieren die Teile gegen Verdrehung. Ein quer durch den Block und durch eine Einfräsung in der Trommelachse geschobener Keil befestigt den Lauf.

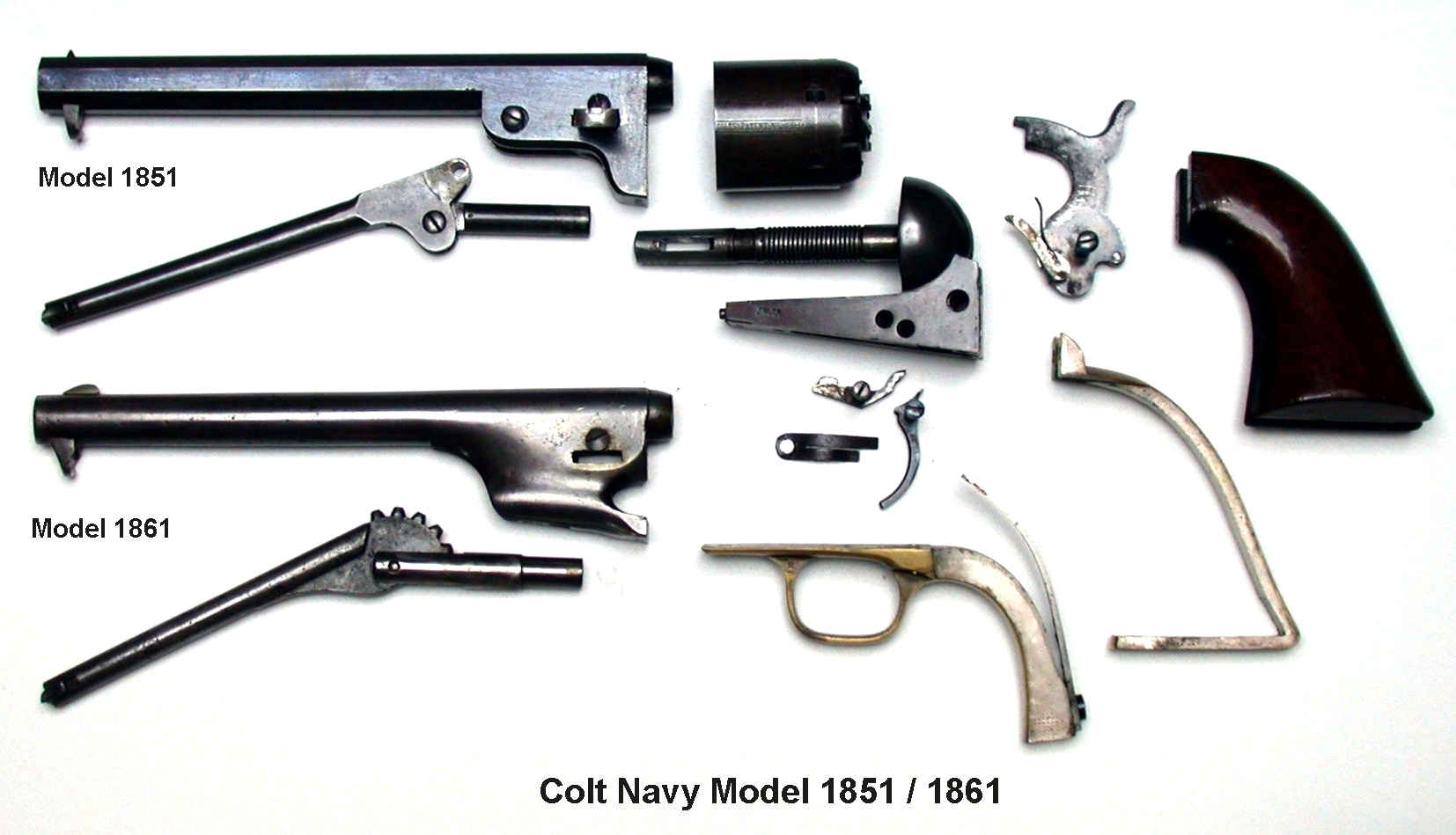
Colt Navy Perkussionsrevolver Modell 1851, unten Lauf und Laderamme des Modells 1861

Der Keil ist mit einer Blattfeder versehen, die ihn gegen das Herausrutschen sichert. Bei den größeren Modellen verhindert eine Schraube über dem Keil das Herausfallen bei der Demontage.
Unten am Laufblock ist der Lademechanismus angebracht, bestehend aus einem Hebel und dem Kugelsetzer. Eine seitliche Einfräsung hinten rechts am Block erleichtert das Einfüllen des Pulvers und das Einsetzen der Kugeln in die Trommel.
Bei den älteren Modellen ist der Ladehebel auf einer in den Block eingeschraubten Achse angelenkt, bei den nach 1860 entwickelten Modellen rollt der Hebel analog eines Zahnrades auf einer Zahnstange nach hinten. Bei Nichtgebrauch wird der Ladehebel vorne mittels eines federbelasteten Keils an einer dafür vorgesehenen Kerbe gehalten.

### Systemkasten mit Trommelachse

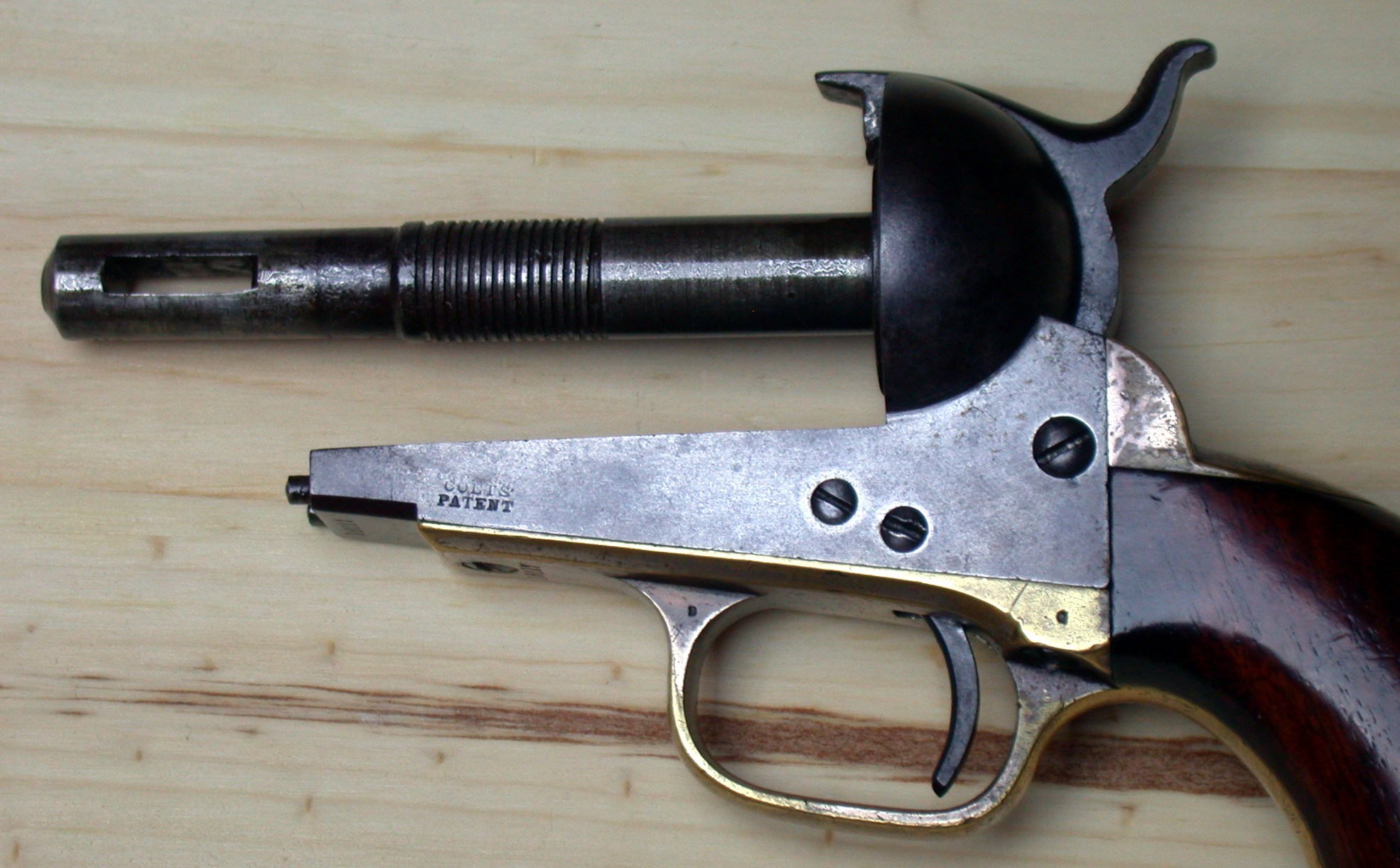
Colt-Dragoon-Rahmen mit Trommelachse, vor der Fettrille die Einfräsung zur Blockierung des Laufsystems durch einen rechteckigen Querkeil

Der Systemkasten (Rahmen, engl.: Frame) ist das Herzstück des Revolvers.
Der untere Teil dient als Schlossgehäuse mit dem Abzugsmechanismus und dem Trommelstopper. Abzug und Trommelstopper haben je eine eigene Schraube als Achse. Eine darunter angebrachte, zweizüngige Blattfeder drückt den Abzug nach vorne bzw. den Trommelstopper nach oben. Die dahinterliegende, dickere Schraube dient als Achse für den Hahn. Seitlich am Hahn ist der Transporthebel zum Drehen der Trommel angelenkt, eine daran angebrachte Blattfeder drückt ihn nach vorne in den Zahnkranz der Trommel. Eine kleine Rolle am unteren Ende des Hahns stellt den Kontakt zur Schlagfeder her, was zu einem weicheren Schlossgang führt. Wird der Hahn zum Schießen gespannt, so wird eine v-förmige Kerbe sichtbar, die als Visier dient.
Der über dem Schlossgehäuse liegende Block (engl.: Recoil-Shield) nimmt den Rückstoß auf. Typisch für Colt (und von allen Andern kopiert) ist seine Kugelform, die das Ziehen der Waffe erleichtern soll. Er hat hinten eine Ausfräsung (engl.: Hammer slot) zur Aufnahme des Hahns. Die in den Block eingeschraubte Trommelachse hat eine gewindeförmige Eindrehung; diese dient zur Fettaufnahme und zur Verhinderung des Blockierens der Trommel durch Pulverrückstände. Vor der Fettrille durchquert eine Einfräsung die Trommelachse zur Blockierung des Laufsystems durch einen Keil. Bei frühen Navy 51 Revolvern (Bis ca. Seriennummer 1250) ist die Einfräsung oben auf der Achse angebracht, die Schraube liegt unter dem Querkeil (siehe Bild Navy Seriennummer 2).
Modelle mit einer zusätzlich montierbaren Schulterstütze haben links und rechts eine Ausfräsung am Block sowie je eine Schraube links und rechts am Systemkasten als Gegenlager für die gabelförmige Schulterstütze; diese wird hinten am Griff mit einer hakenförmigen Vorrichtung fixiert.

### Trommel
Die zylinderförmige Trommel ist nicht durchgebohrt; Pulver und Kugeln können nur von vorne geladen werden. Die 5 oder 6 Kammern haben hinten ein Gewinde zur Aufnahme der Pistons.
Die Pistons sind am hinteren Ende der Trommel versenkt und damit voneinander abgeschirmt angebracht, damit wird ein Überspringen des Zündfunkens auf die nächste Kammer verhindert. Die Pistons sind eingeschraubt und austauschbar, ausgenommen bei einigen „1855 Sidehammer Pocket“-Modellen. Auf der Rückseite der Trommel ist zentral ein Zahnkranz eingearbeitet, in den der Transporthebel einrastet. Beim Spannen des Hahns dreht dieser Hebel die Trommel und bringt damit die nächste geladene Kammer in Schussposition. Bei den „1855 Sidehammer Pocket“-Modellen ist der Zahnkranz auf der Trommelachse angebracht, beim Spannen des Hahns drehen sich Trommelachse und Trommel gemeinsam.
Bei den meisten Modellen ist die Trommel zylindrisch. Die Oberfläche hat Einfräsungen in welche der Trommelstopper einrastet, um die Trommel bei gespanntem Hahn exakt vor dem Lauf auszurichten und zu arretieren. Auch im nicht gespannten Zustand ist die Trommel fest arretiert. Will man diese zum Laden drehen, muss man den Hahn halb spannen. Damit gibt der Trommelstopper die Trommel frei und diese kann dann im Uhrzeigersinn gedreht werden.
Die meisten Colt-Perkussionsrevolver haben eine eingeprägte Kampf- oder Schlachtszene auf der Trommel. Diese wurde mit einer von Watermann L. Ormsby, einem New Yorker Graveur geschnittenen Matrize aufgerollt. Einige spätere Modelle haben kannelierte Trommeln (Englisch: fluted cylinder), d. h. zwischen den Pulverkammern wird ein Teil des Materials herausgefräst, um das Gewicht zu reduzieren. Diese Ausfräsungen sind für das charakteristische Bild einer Revolvertrommel, wie wir sie heute kennen, verantwortlich.

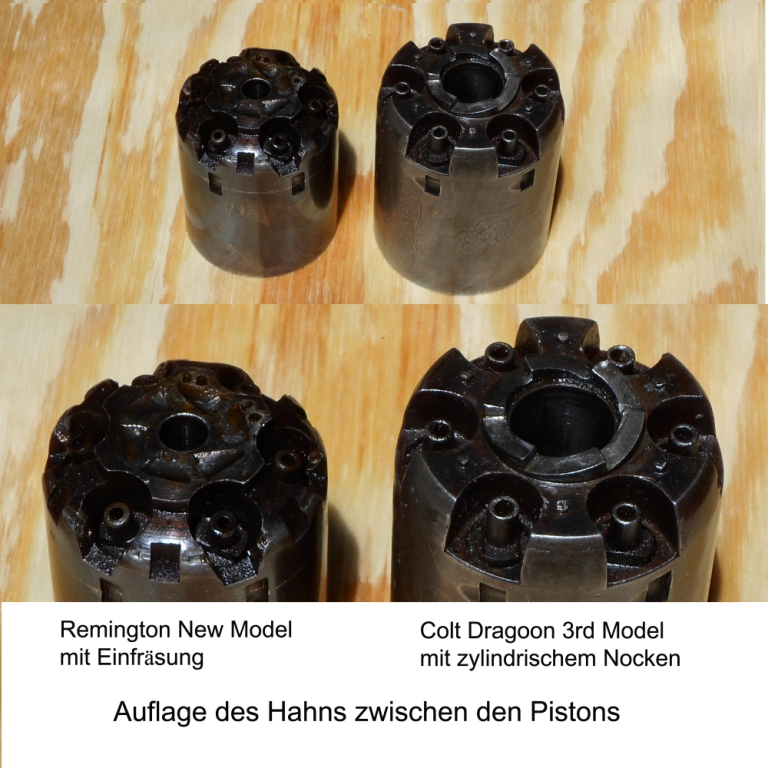
Sicherung durch Hahnauflage zwischen Remington und Colt

### Sicherung
Auf der Rückseite der Trommel ist je eine Einfräsung (Remington) oder ein Zapfen (Colt) zwischen den Pistons angebracht; der Hahn hat beim Colt eine entsprechende Einfräsung auf seiner Vorderseite. Um die Waffe zu sichern, hebt man den Hahn etwas an, dreht die Trommel nur halb weiter und senkt den Hahn an dieser Stelle ab. Damit wird erreicht, dass der Hahn nicht auf einer geladenen Kammer liegt und die Trommel in ihrer Zwischenstellung blockiert wird. Wird der Hahn von hinten angeschlagen, so kann sich kein Schuss lösen.

### Griff und Griffrahmen

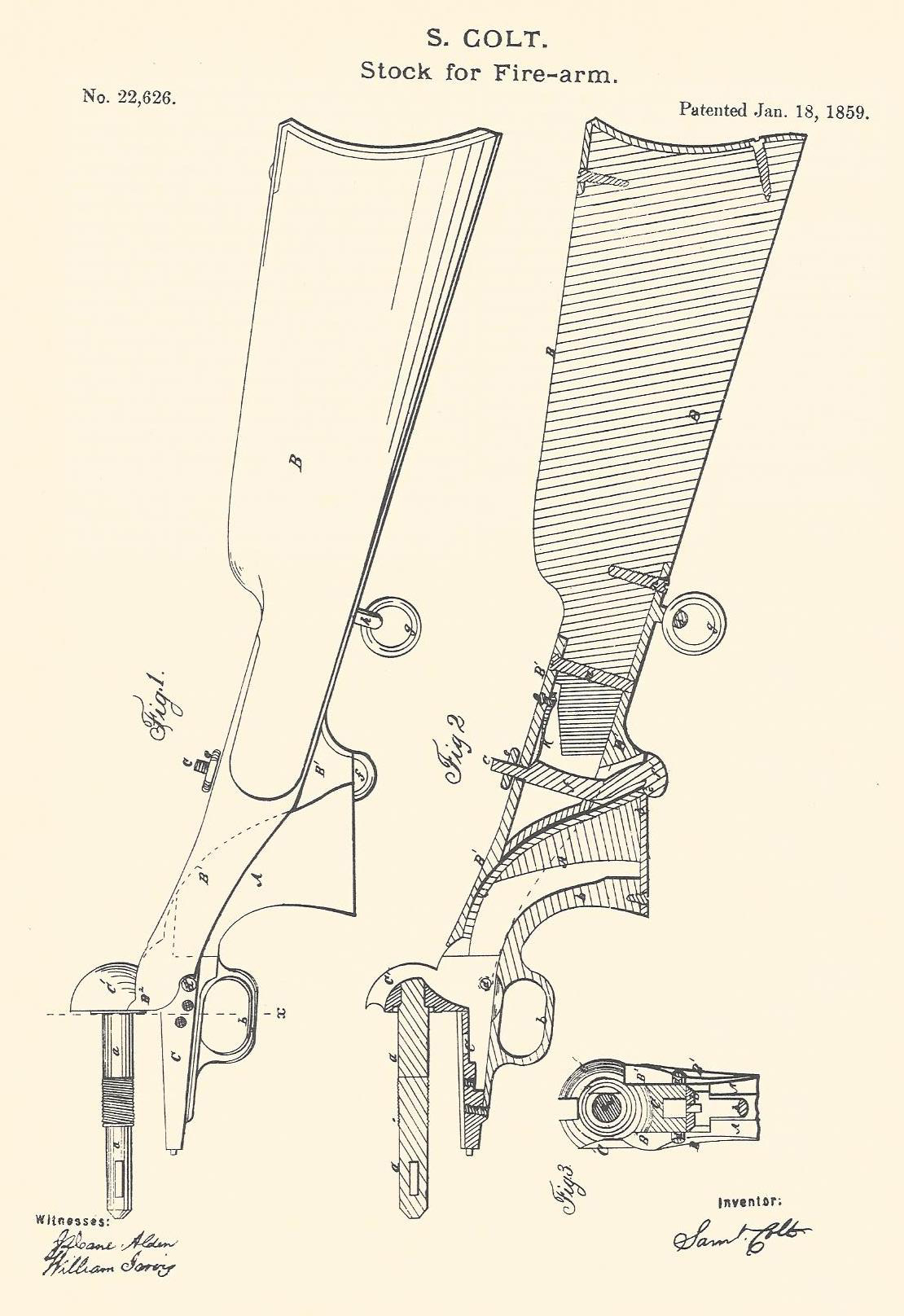
Anschlagschaft für Colt-Revolver

Der Griffrahmen aus Messing, seltener aus Stahl, besteht aus zwei Teilen. Der vordere Teil mit dem Abzugsbügel ist mit drei Schrauben am Systemkasten befestigt und deckt den Schlossmechanismus ab. An seinem unteren Ende ist die Schlagfeder mit einer Schraube befestigt. Der hintere Teil hält den einteiligen Griff aus Walnussholz fest. Er ist mit zwei Schrauben am Systemkasten befestigt und mit einer dritten Schraube mit dem vorderen Griffrahmen verbunden. Neben dem serienmäßigen Walnussgriff konnten auch Griffe aus Elfenbein, Horn, Perlmutt oder anderen Materialien geordert werden. Ab 1859 entwickelte Colt auch an die größeren Modelle seiner Perkussionsrevolver (1848 Dragoon, 1851 Navy, 1860 Army) auch ansetzbare Kolben. Bei Revolvern für Armeelieferungen nach 1860 war der hintere Griffrahmen in der Regel aus Stahl. Die Messingrahmen für den zivilen Markt wurden zusätzlich versilbert.
Bei frühen Revolvern ist die Schlagfeder v-förmig und überträgt ihre Kraft direkt auf den Hahn. Ab ca. 1849 wurden Blattfedern eingesetzt. Sie waren billiger und zuverlässiger und übertragen ihre Kraft auf den Hahn mittels einer an diesem angebrachten Übertragungsrolle, was zu einem weicheren Schlossgang führt.

### Sicherheit
Antike Coltrevolver sollten nicht mehr zum Schießen verwendet werden. Auch die heute auf dem Markt angebotenen Kopien dürfen nur mit Schwarzpulver geschossen werden. Die Handhabung und das Laden solcher Nachbauten ist im Artikel Perkussionsrevolver eingehend beschrieben. Beim Sportschießen sollte zur Sicherheit eine Kammer nicht geladen werden, auf diese kann der Hahn abgesenkt werden, was jede Auslösung eines ungewollten Schusses ausschließt.

## Sammlung im Metropolitan Museum of Art, New York (Auswahl)

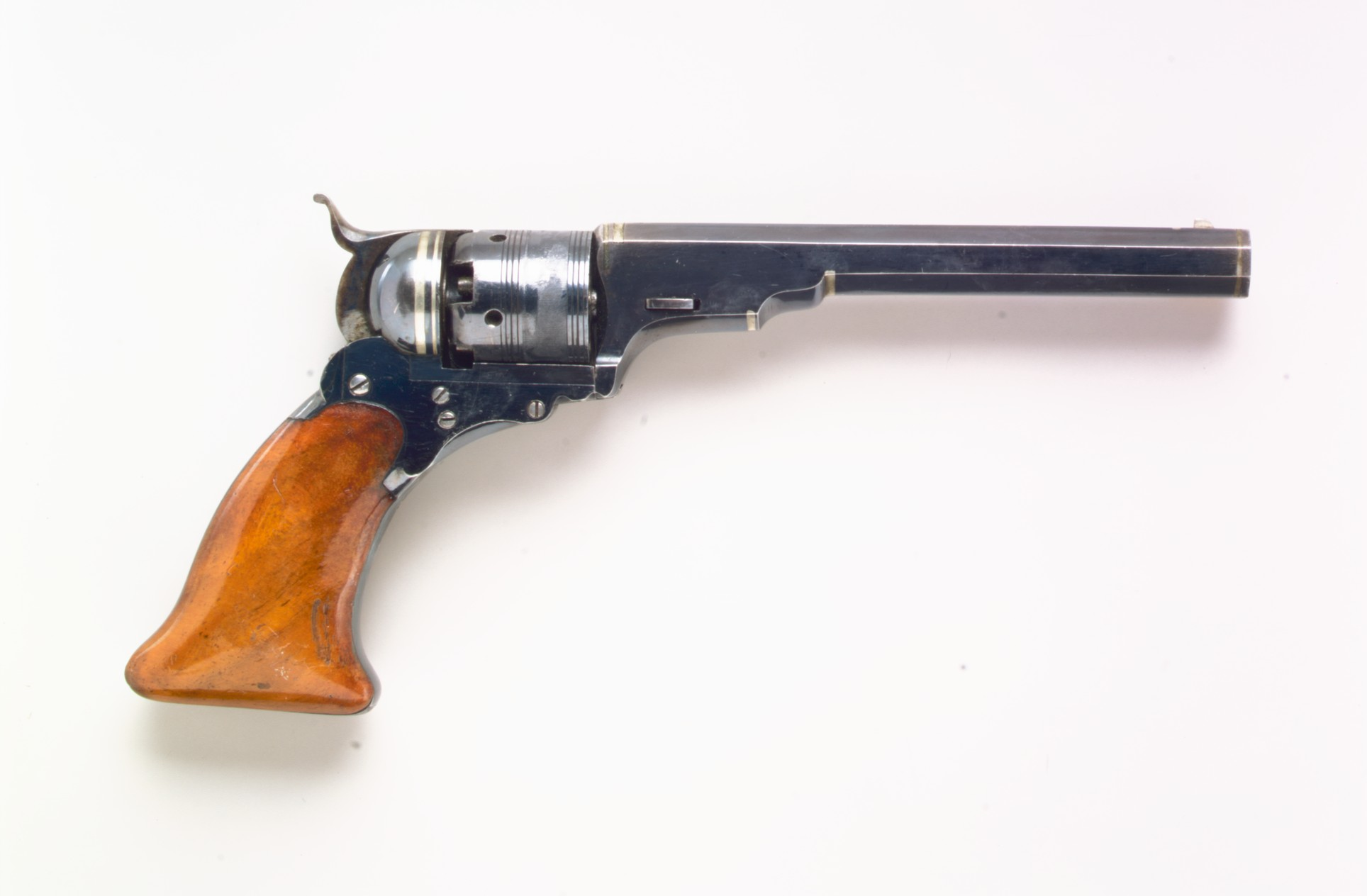
Colt Paterson Percussion Revolver, No. 3, Belt Model, Serial no. 156 (ca. 1838)
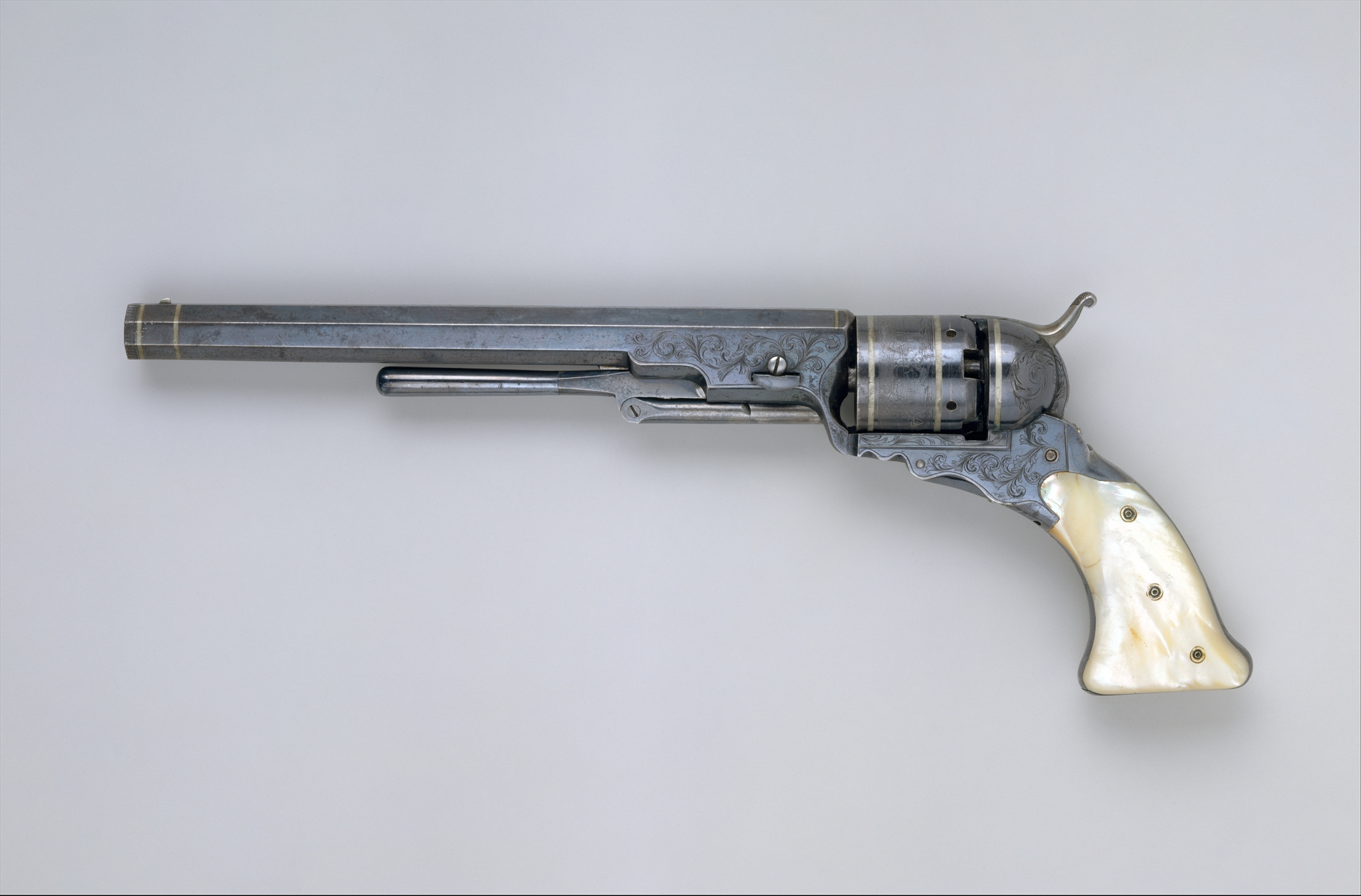
Colt Paterson Percussion Revolver, No. 5, Holster Model (ca. 1840)
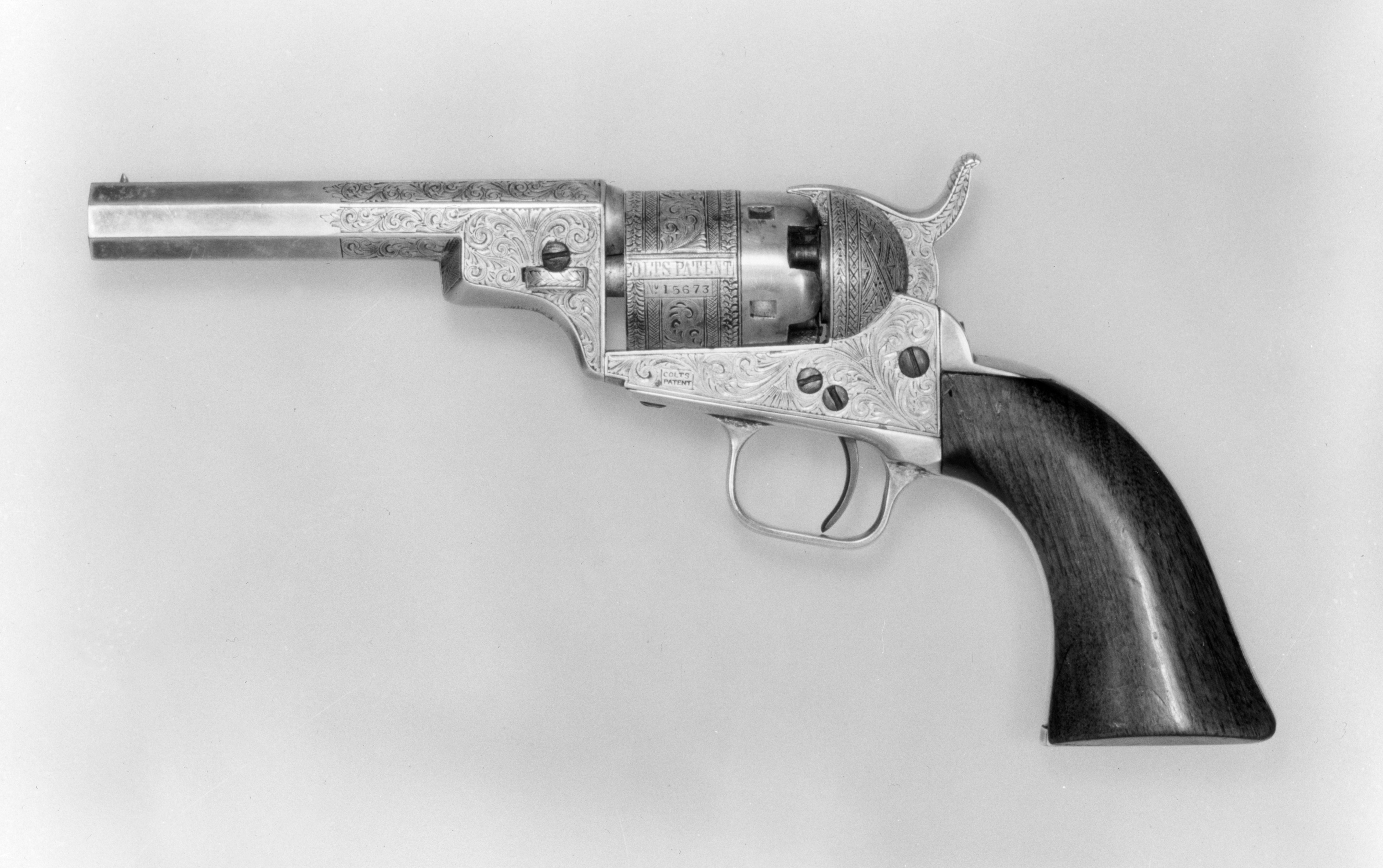
„Wells Fargo“ Colt Revolver (ca. 1851)
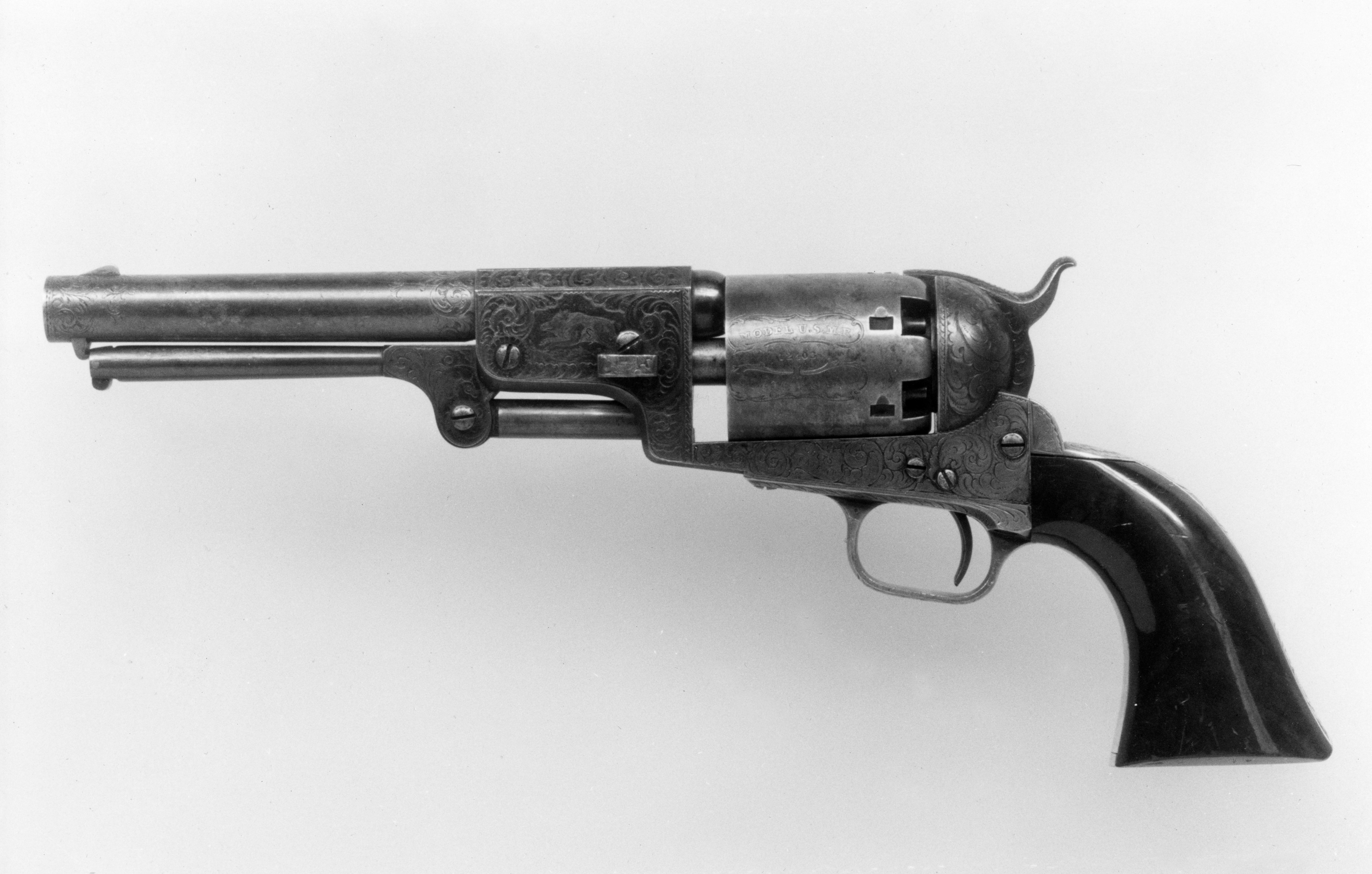
Colt Dragoon Percussion Revolver, Third Model, serial no. 12403 (1852)
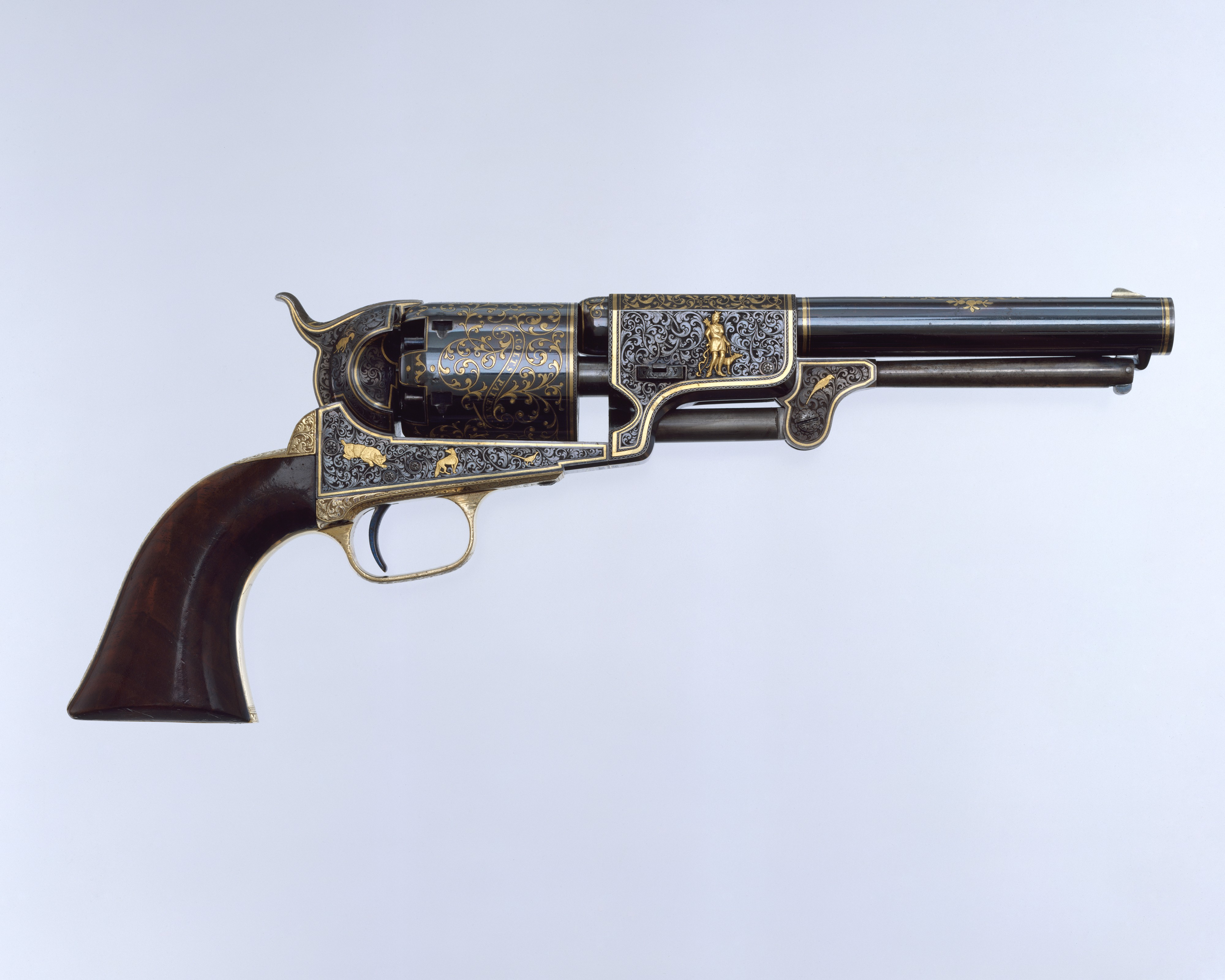
Colt Third Model Dragoon Percussion Revolver, Serial Number 12406 (ca. 1853)
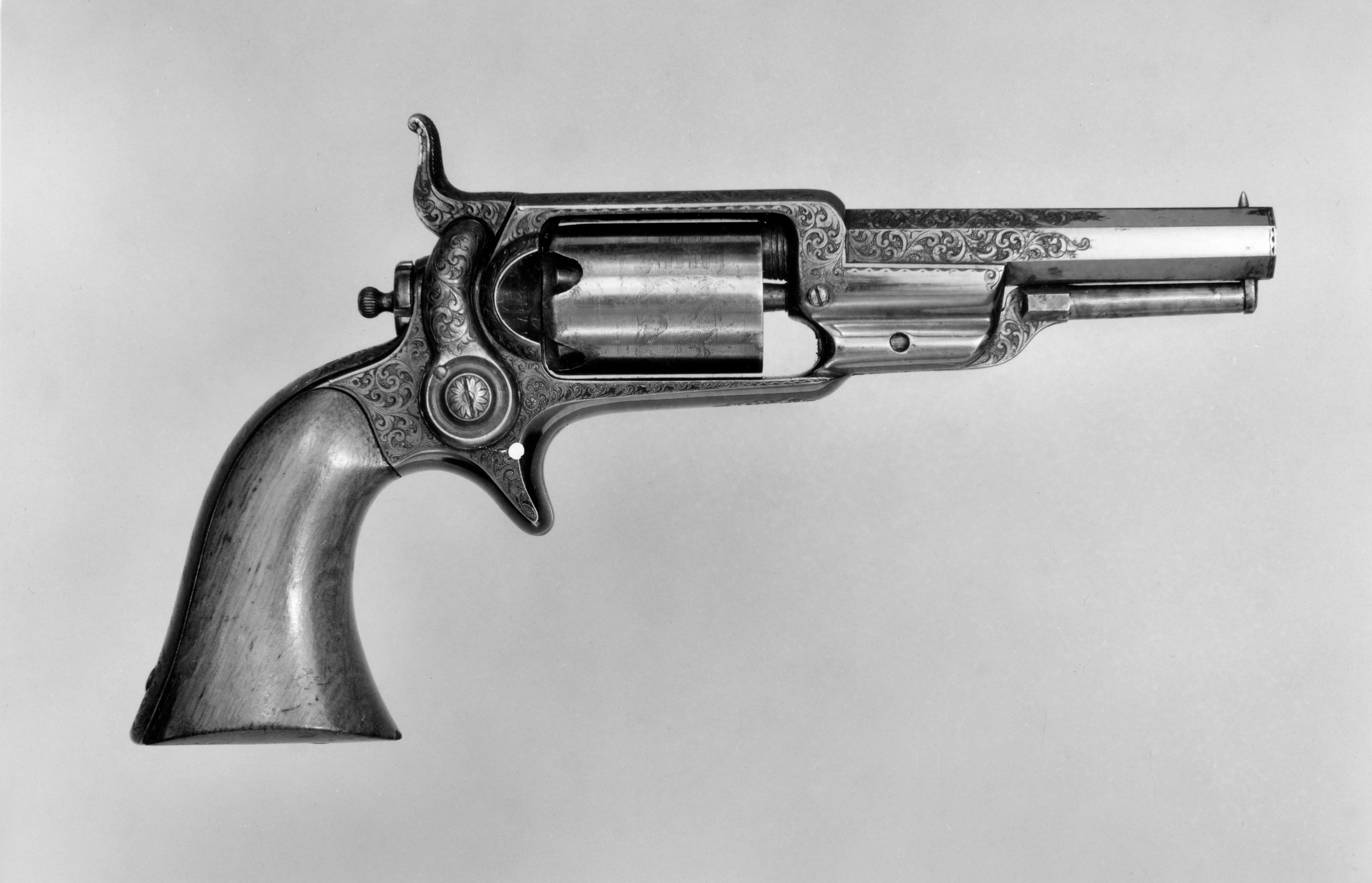
Colt Model 1855 Pocket Percussion Revolver, Serial no. 4460 (1855)
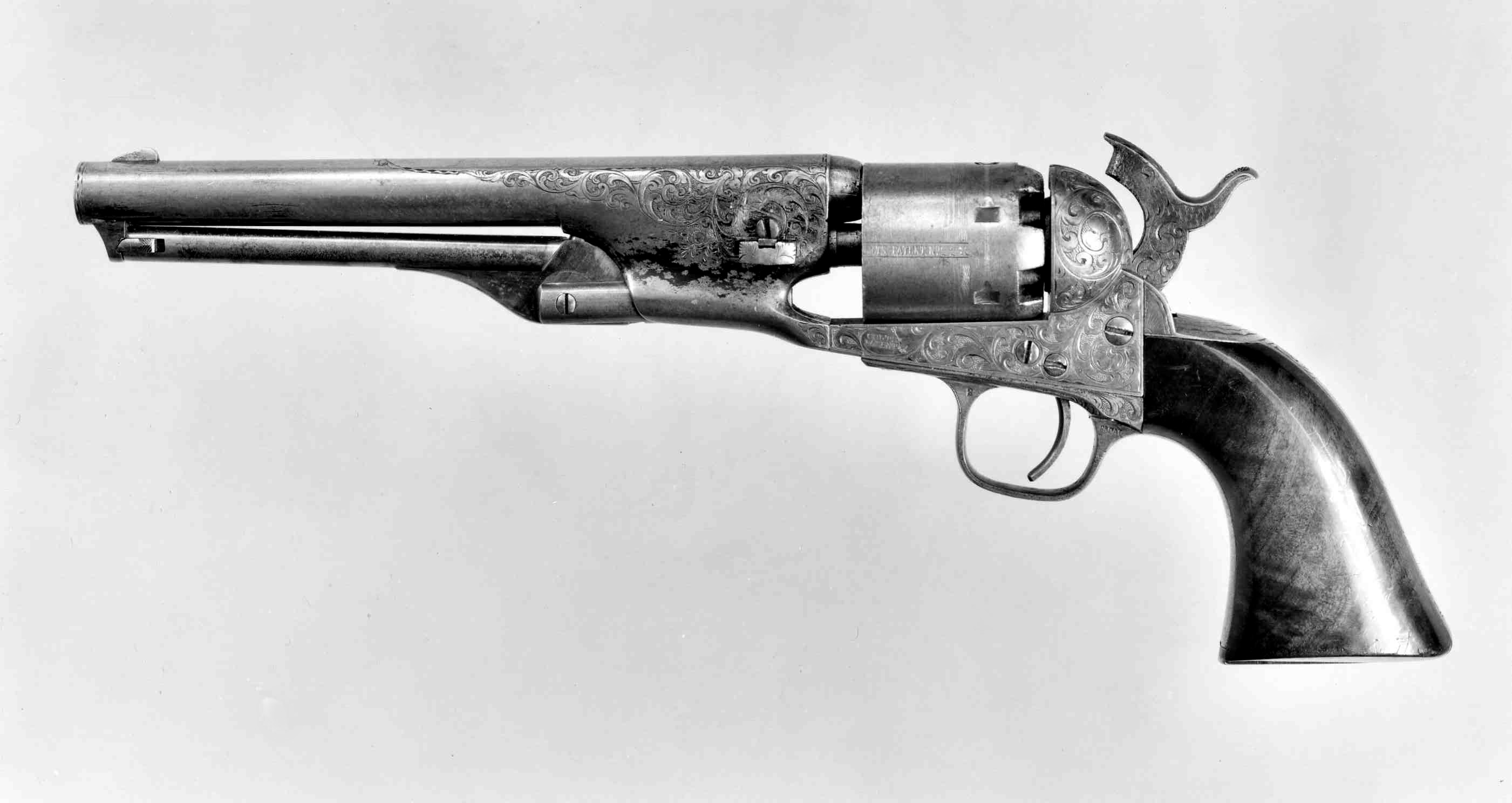
Colt Model 1861 Navy Percussion Revolver, serial no. 12240 (1863)

## Heute
Mit dem Aufkommen des Schwarzpulverschießens in den 60er Jahren des 20. Jhs. begann man wieder, mit Perkussionsrevolvern am Sportschießen teilzunehmen.
Vor allem Repliken der Fa. Uberti (Italien) werden hierzu benutzt, da die Originale zu wertvoll wären.